# Lenin
Lenin (letto /ˈlɛnin/ o più raramente /ˈljɛnin/; in russo Ленин?, [ˈlʲenʲɪn]), pseudonimo di Vladimir Il'ič Ul'janov () (in russo Владимир Ильич Ульянов?; Simbirsk, 22 aprile 1870, 10 aprile del calendario giuliano – Gorki, 21 gennaio 1924), è stato un rivoluzionario, politico, filosofo e scrittore russo, poi sovietico, talvolta menzionato come Vladimir Lenin o come Nikolaj Lenin.

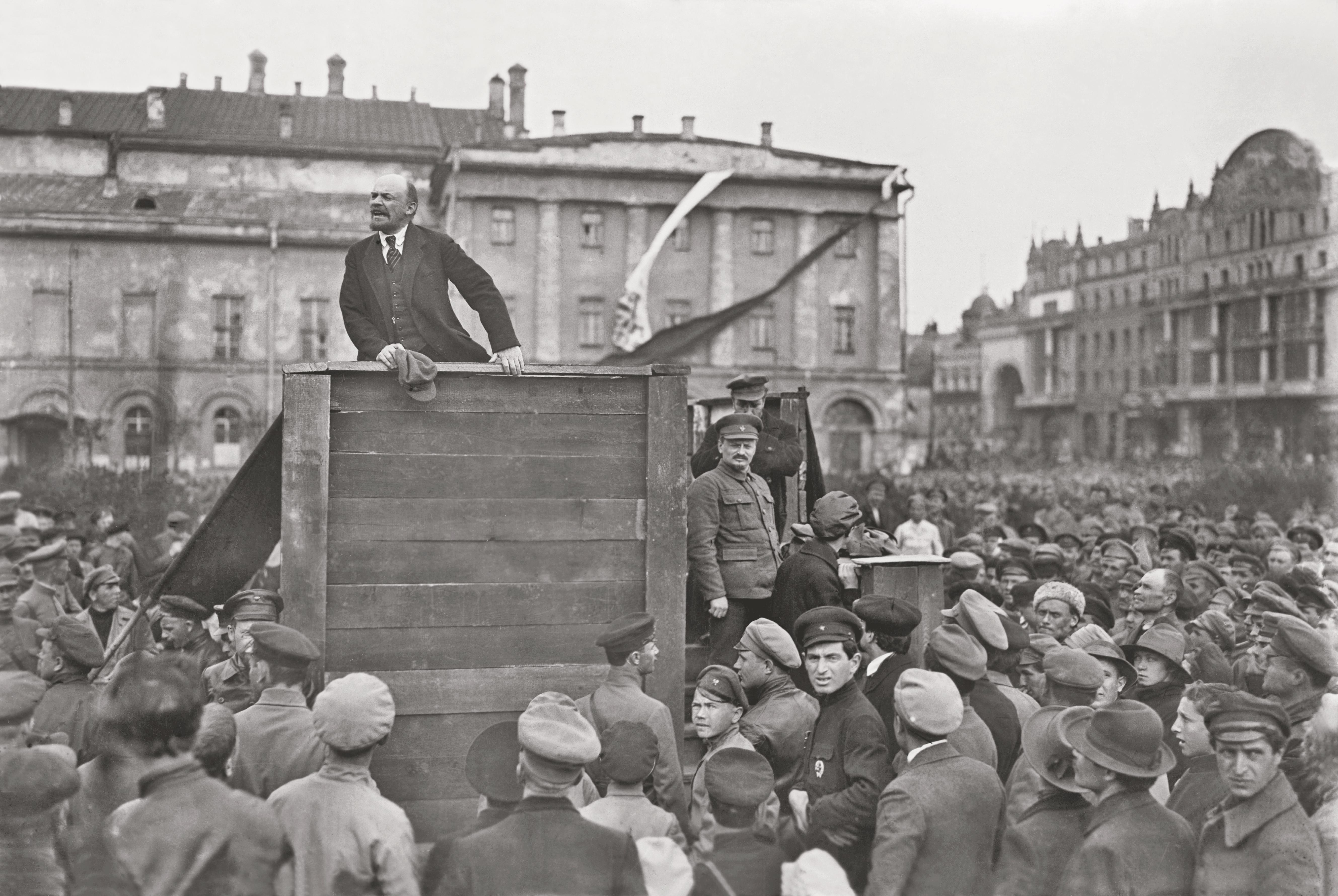
Lenin in un iconico discorso nel 1920

Fu primo ministro della Repubblica russa dal 1917 al 1918, della Repubblica Socialista Federativa Sovietica Russa dal 1918 al 1922 e dell'Unione Sovietica dal 1922 al 1924. Sotto la sua guida la Russia, e in seguito l'Unione Sovietica, diventò uno Stato socialista monopartitico governato dal Partito Comunista dell'Unione Sovietica. Ideologicamente marxista, le sue teorie politiche sono state poi riconosciute nella dottrina politica del "leninismo".
Nato a Simbirsk in una famiglia borghese, Lenin si interessò alla politica socialista rivoluzionaria dopo l'esecuzione di suo fratello avvenuta nel 1887. Espulso dall'Università di Kazan' per aver partecipato alle proteste contro il regime zarista dell'Impero russo, dedicò gli anni successivi al conseguimento di una laurea in giurisprudenza. Nel 1893 si trasferì a San Pietroburgo, dove divenne una figura di alto livello nel Partito Operaio Socialdemocratico Russo (POSDR), un movimento di stampo marxista. Arrestato per sedizione nel 1895 ed esiliato a Šušenskoe per tre anni, sposò Nadežda Krupskaja. Al termine dell'esilio si trasferì in Europa occidentale, dove grazie alle sue numerose pubblicazioni divenne un teorico politico di primo piano.
Nel 1903 assunse un ruolo chiave in una scissione del POSDR per via di alcune differenze ideologiche, leader della fazione bolscevica contro il menscevismo di Julij Martov. Incoraggiò l'insurrezione della fallita Rivoluzione russa del 1905, in seguito promosse una campagna affinché la prima guerra mondiale fosse trasformata in una rivoluzione proletaria a livello europeo che, come il marxismo riteneva, avrebbe comportato il rovesciamento del capitalismo e la sua sostituzione con il socialismo. Dopo la Rivoluzione di febbraio del 1917 che portò alla caduta della monarchia zarista e all'istituzione di un governo provvisorio, Lenin fece ritorno in Russia per una campagna per la rimozione del nuovo regime a favore di un governo bolscevico guidato dai Soviet.
Lenin assunse un ruolo di primo piano nella Rivoluzione d'ottobre del 1917, nella caduta del governo provvisorio e nella creazione di uno Stato socialista guidato dal nuovo partito comunista. Il suo governo abolì l'Assemblea costituente della Russia, con la firma del trattato di Brest-Litovsk ritirò il Paese dalla prima guerra mondiale e concesse un'indipendenza temporanea alle nazioni non russe precedentemente sotto il controllo russo. Ridistribuì i terreni tra i contadini e nazionalizzò la grande industria. Durante il periodo della guerra civile, gli avversari politici vennero soppressi tramite una campagna orchestrata dalla Čeka; decine di migliaia di dissidenti vennero uccisi.
Il governo di Lenin si dimostrò vittorioso nella guerra civile russa combattuta tra il 1917 e il 1922 contro l'esercito zarista. Quest'ultimo poteva inoltre contare sul supporto di Francia, Italia, Regno Unito, Stati Uniti e molte altre nazioni ostili alla causa socialista. Per rispondere alle carestie e alle rivolte popolari nel 1921 Lenin introdusse un sistema economico misto con la nuova politica economica. Il governo guidato da Lenin creò inoltre l'Internazionale Comunista e condusse la guerra difensiva contro l'aggressione polacca del 1919, oltre a cercare di tenere uniti gli Stati vicini andando nel 1922 a costituire l'Unione Sovietica.
Rientra nella politica leninista di tale periodo anche la presa di posizione a favore dell'Afghanistan contro gli inglesi in ritirata nel 1919. Lenin fu uno dei primi statisti a riconoscere l'indipendenza dell'emirato montagnoso che si liberava della tutela inglese. A tale momento storico risalgono i legami di amicizia russa - afghana che caratterizzerà ad alterne vicende la storia internazionale fino al 1989, quando i Mujaheddin, con il supporto economico e militare americano (invii di denaro e armi), costrinsero l'Unione Sovietica a ritirare le proprie truppe dal paese.
Tra le figure più influenti della storia, Lenin è stato oggetto postumo di un gigantesco culto della personalità all'interno dell'Unione Sovietica (voluto dal suo successore Stalin, sebbene Lenin in vita lo rigettasse), fino alla sua dissoluzione avvenuta nel 1991. Divenne una figura ideologica dietro al marxismo-leninismo: ebbe, dunque, un'influenza di primo piano nel corso del movimento comunista internazionale.

## Biografia

### La famiglia

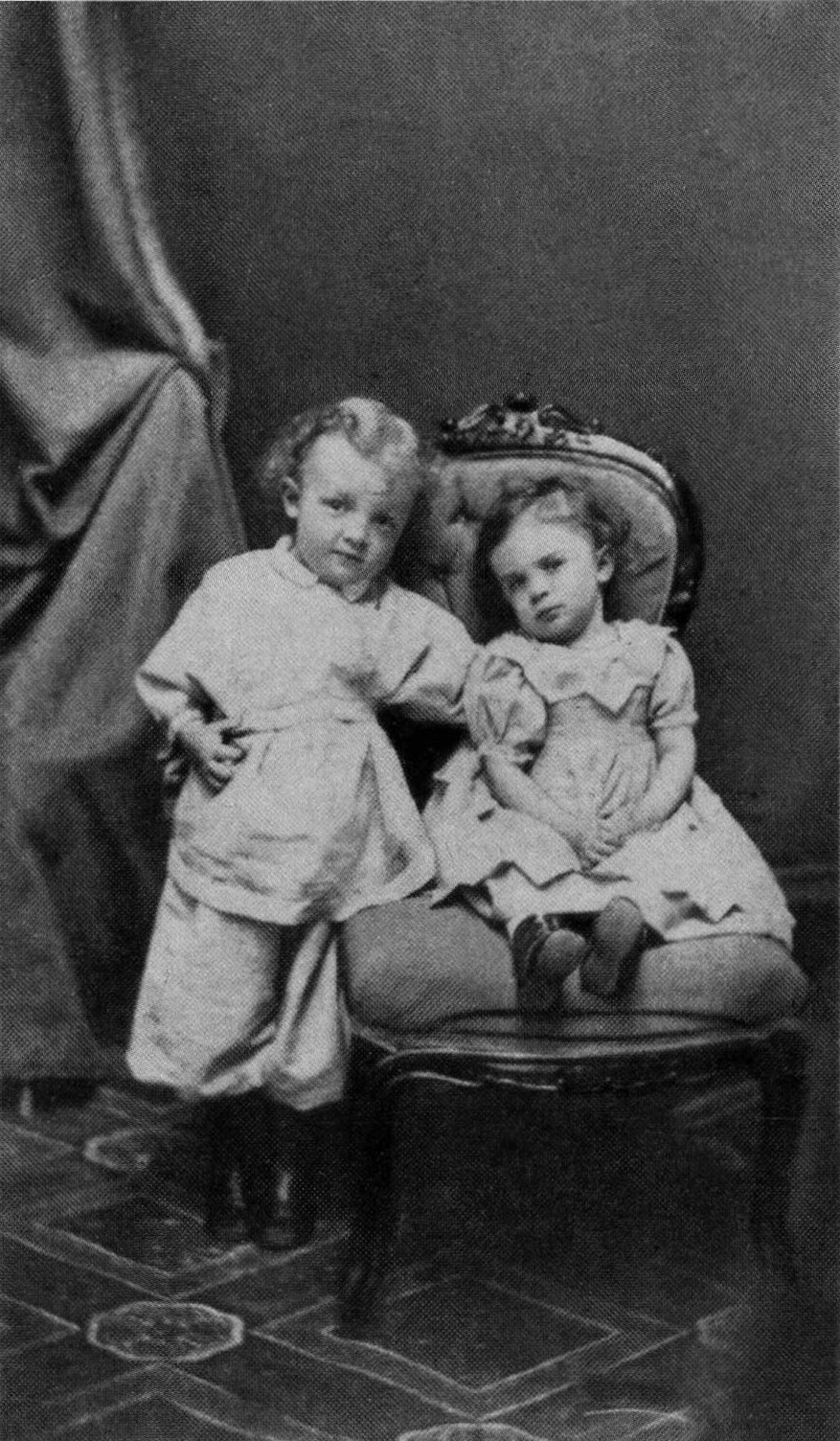
Vladimir e Ol'ga Ul'janov nel 1874

Vladimir Il'ič Ul'janov nacque a Simbirsk, capoluogo dell'omonimo governatorato russo (ribattezzati entrambi, nel 1924, con il nome di Ul'janovsk in suo onore), il 22 aprile del 1870 in un'agiata famiglia borghese. Il padre, Il'ja Nikolaevič Ul'janov, fu un educatore e docente di matematica e fisica russo di religione ortodossa, nato e cresciuto ad Astrachan' (nella Russia meridionale) da padre russo di etnia ciuvascia, Nikolaj Vasil'evič Ul'janov (1765-1838), un ex servo della gleba originario del Sergačskij rajon (nell'allora governatorato di Nižnij Novgorod), e da madre russa di etnia calmucca, Anna Alekseevna Smirnova (1793-1871), proveniente da una ricca famiglia di commercianti. La madre di Lenin invece, Marija Aleksandrovna Blank, era un'insegnante russa originaria di San Pietroburgo, figlia di Aleksandr Dmitrievič Blank (nato Izrail' Mojševič Blank), un medico russo, nato ad Odessa in una famiglia ebraica aschenazita, e fatto convertire in età adolescenziale al cristianesimo ortodosso dal padre nel maggio 1820, e di Anna Ivanovna Groschopf. Quest'ultima era figlia a sua volta di un tedesco del Volga, Johann Groschopf, proprietario di diversi appezzamenti di terra nel governatorato di Kazan' e fautore di opinioni politicamente avanzate per i tempi, e di una donna svedese, Anna Östedt, ambedue di religione luterana. Entrambi i genitori di Lenin erano monarchici, all'esatto contrario di tutti i loro figli, e conservatori liberali, impegnati nella riforma dell'emancipazione del 1861, introdotta dallo zar riformista Alessandro II: evitarono i radicali politici e non ci sono prove che la polizia li abbia mai messi sotto sorveglianza per il pensiero sovversivo.
Laureatosi in matematica col famoso professore Nikolaj Ivanovič Lobačevskij, uno dei fondatori delle geometrie non-euclidee, Il'ja Nikolaevič insegnò matematica e fisica nell'Istituto dei nobili di Penza dal 1864, dove conobbe, e poi sposò nel 1863, Mar'ja Aleksandrovna. Si trasferirono a Nižnij Novgorod, dove Il'ja Nikolaevič insegnò nel locale ginnasio finché, nel 1869, accettò l'incarico di ispettore delle scuole elementari del governatorato di Simbirsk e vi si trasferì con la moglie, già incinta di Vladimir, e con i due figli Anna e Aleksandr. Nel 1874 venne nominato direttore scolastico col grado di consigliere di Stato e insignito dell'ordine di San Vladimiro, ottenendo l'inserimento nel quarto grado della gerarchia nobiliare e il diritto alla trasmissibilità del titolo.
Vladimir, chiamato affettuosamente Volodja dai genitori, era un bambino vivace, allegro e amante degli scherzi. Imparò a leggere a cinque anni, studiò privatamente fino a nove anni e nel 1879 fu iscritto alla prima classe ginnasiale. Nel 1883 il fratello maggiore Aleksandr andò a studiare scienze naturali all'Università di Pietroburgo, dove già era iscritta la sorella Anna. Il 12 gennaio 1886 morì il padre e la pensione lasciata alla vedova, le rendite delle terre, le pigioni degli affittuari e qualche economia permisero alla famiglia di continuare a vivere con sufficiente agiatezza.

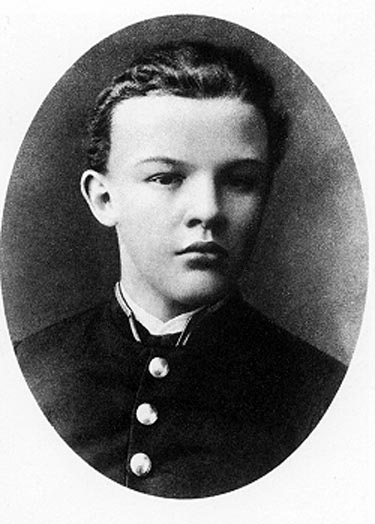
Vladimir "Lenin" Ul'janov nel 1887

Il 1º marzo 1887, anniversario dell'assassinio dello zar Alessandro II, la polizia arrestò i fratelli Anna e Aleksandr nella loro casa a San Pietroburgo con l'accusa di cospirazione. Aleksandr, insieme con altri studenti, tutti affiliati alla Narodnaja Volja, aveva progettato di attentare alla vita dello zar Alessandro III ed essendo esperto di chimica aveva confezionato le bombe da utilizzare nell'attentato. La sorella Anna, estranea ai fatti, venne rilasciata pochi giorni dopo, ma fu confinata a Kokuškino, la cittadina dove la madre era nata e possedeva una casa. Nel processo Aleksandr ammise le sue responsabilità, cercando di attenuare quelle dei complici. Condannato a morte, rifiutò di presentare domanda di grazia e il 5 maggio dello stesso anno venne impiccato con quattro suoi compagni.
Il mese dopo, Vladimir concluse gli studi ginnasiali a pieni voti e a stilare le sue note caratteristiche fu il direttore della scuola Fëdor Kerenskij, padre del suo futuro avversario politico Aleksandr Kerenskij: «Assai dotato, costante e intelligente, Ul'janov è sempre stato in testa alla sua classe e alla fine del corso ha meritato la medaglia d'oro come allievo più degno per l'esito, il profitto e il comportamento». Seguiva un giudizio sul carattere: «Non ho potuto fare a meno di notare in lui un riserbo talvolta eccessivo e un atteggiamento scostante anche verso persone di sua conoscenza e, fuori del ginnasio, verso compagni che sono il vanto della scuola; in genere è poco socievole».
La condanna di Aleksandr aveva creato il vuoto intorno alla famiglia Ul'janov nella provinciale cittadina di Simbirsk; per questo motivo quella stessa estate gli Ul'janov si trasferirono a Kazan' e Vladimir si iscrisse alla facoltà di legge della locale università.

### La formazione politica

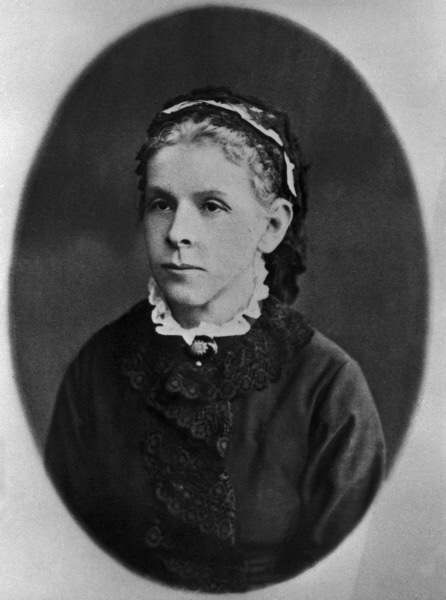
La madre di Lenin

Il 4 dicembre 1887 gli studenti di Kazan' tennero un'assemblea non autorizzata nell'università; le autorità considerarono sovversiva l'iniziativa e quella notte la polizia arrestò Lenin e una quarantina di studenti. All'osservazione del poliziotto: «Perché vi rivoltate, giovanotto? Avete davanti una muraglia», rispose: «Sì, una muraglia che crolla. Basta una spinta perché precipiti». Venne rilasciato due giorni dopo ed espulso dall'università. Le autorità lo confinarono dapprima a Kokuškino e, dopo aver respinto per due volte la richiesta di essere riammesso all'università e avergli negato il passaporto, nell'autunno del 1888 gli concessero di abitare insieme con la famiglia a Kazan'. Qui Lenin prese a frequentare uno dei diversi circoli studenteschi esistenti nella città universitaria, frequentato da un'anziana populista, Marija Četvergova, dove si leggeva e si discuteva di politica. Il più importante era quello creato dal giovane marxista Fedoseev, che peraltro Lenin, ancora soggetto all'influsso della Narodnaja Volja, contattò solo qualche anno dopo. Cominciò a leggere Il Capitale di Karl Marx, una lettura già praticata dal fratello Aleksandr. È probabile che le tendenze rivoluzionarie di Lenin non avessero ancora assunto «una tinta socialdemocratica» e che lo studio del marxismo non significasse per lui una rottura con le opinioni populiste.
Il 3 maggio 1889 gli Ul'janov, sempre sorvegliati dalla polizia, andarono a passare l'estate ad Alakaevka, un villaggio della provincia di Samara, dove la madre, vendute le proprietà di Simbirsk, aveva acquistato una piccola proprietà agricola. Quella stessa estate, il 13 luglio, il circolo socialdemocratico di Kazan' venne sciolto d'autorità e Fedoseev e i suoi compagni furono arrestati. L'inverno fu trascorso in una casa presa in affitto a Samara, che accolse anche Mark Elizarov, fresco sposo di Anna Ul'janova. La casa era frequentata da alcuni rivoluzionari richiamati dalla fama di Aleksandr Ul'janov, come Nikolaj Dolgov, seguace di Nečaev, il fondatore della Narodnaja Rasprava, i coniugi Livanov, implicati nell'affare Koval'skij e nel «processo dei 193», Marija Golubeva, già seguace di Pëtr Zaičnevskij. Questi tipici populisti «divennero per Vladimir una vera scuola superiore di pratica rivoluzionaria».

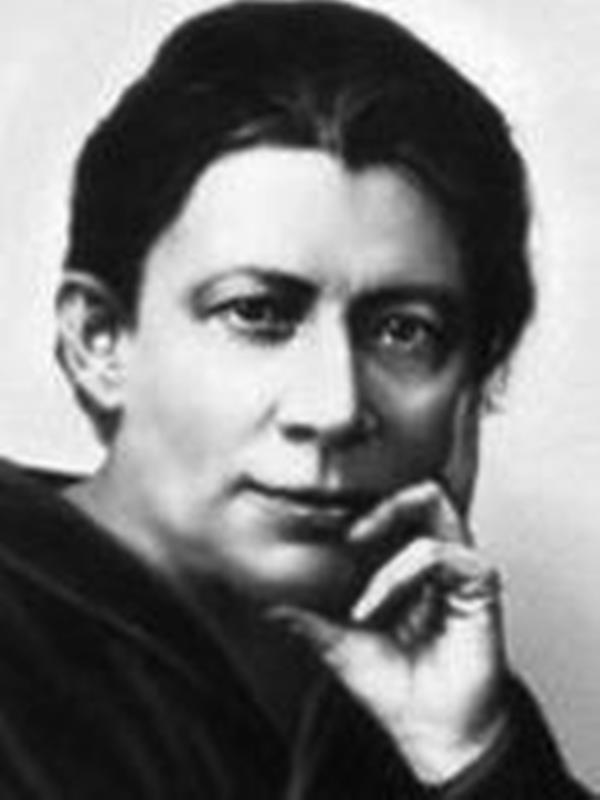
La sorella Anna

Lenin frequentava anche il coetaneo Aleksej Skljarenko, che aveva già scontato un anno di carcere a San Pietroburgo. Questi, con l'amico Semёnov, riproduceva e diffondeva manifestini rivoluzionari ispirati alla Narodnaja Volja, ma entrambi passarono ben presto alla socialdemocrazia. Nel maggio del 1890 Vladimir ottenne finalmente l'autorizzazione a sostenere gli esami come studente esterno nella facoltà di giurisprudenza dell'Università di San Pietroburgo. Alla fine di agosto era nella capitale per informarsi dei programmi e in quell'occasione si procurò da un professore una copia dell'Anti-Dühring di Engels. Insieme all'altro scritto di Engels, La situazione della classe operaia in Inghilterra, al Capitale e alla Miseria della filosofia di Marx, a Le nostre divergenze di Plechanov e ai testi di diritto, questa lettura lo impegnò per un anno.
In un anno e mezzo riuscì a dare tutti gli esami previsti nei quattro anni del corso di laurea, e il 15 novembre 1891, primo dei 134 studenti promossi, ottenne il diploma di primo grado. Dopo un tirocinio nello studio dell'avvocato Chardin, valente scacchista apprezzato dal famoso Čigorin e radicale in politica, nel luglio del 1892 ottenne l'iscrizione all'albo degli avvocati: la sua brevissima attività professionale consistette nel patrocinio di sole dieci cause giudiziarie, modesti processi nei quali intervenne per lo più come difensore d'ufficio, perdendoli tutti.
Nell'inverno 1891-1892 la Russia patì una grave carestia. Il giornalista Vodovozov, allora residente a Samara, raccontò poi «la profonda divergenza» che lo divise da Vladimir Ul'janov «riguardo all'atteggiamento da prendersi nei confronti della carestia». I populisti, soccorrendo bisognosi e ammalati, speravano di «trovare una via pacifica e legale per conquistarsi la simpatia del popolo», mentre i marxisti «si pronunciavano non già contro i soccorsi agli affamati, ma contro le illusioni [...] della filantropia». In quell'occasione Lenin espresse apertamente il suo disprezzo verso i personaggi più autorevoli del populismo. La sua formazione politica era ormai compiuta quando, il 31 agosto 1893, si trasferì a San Pietroburgo per cominciare la sua vita di rivoluzionario.

### La polemica contro il populismo

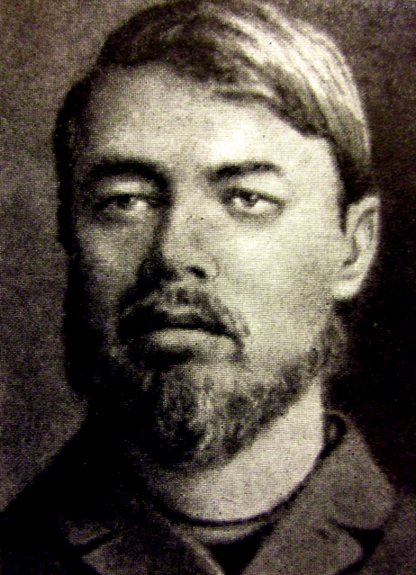
Michail Brusnev

Il suo impiego come assistente dell'anziano avvocato liberale Folkenstein fu soprattutto una copertura. In effetti Lenin si occupò prevalentemente di un piccolo circolo socialdemocratico costituito da seguaci di Michail Brusnev (1864-1937), fondatore di un'organizzazione rivoluzionaria soppressa dalla polizia nel 1892. Questo circolo si fuse nel 1895 con un altro gruppo socialdemocratico guidato da Julij Martov, formando l'Unione di lotta per l'emancipazione della classe operaia, della quale Lenin divenne con Martov la figura preminente. Il circolo fu organizzato costituendo un gruppo centrale formato da intellettuali e operai: questi ultimi, debitamente istruiti, dovevano reclutare nelle loro fabbriche altri operai e costituire così altri gruppi che sarebbero stati a loro volta istruiti, allargando progressivamente il numero dei simpatizzanti.
Il primo scritto di Lenin, Nuovi spostamenti economici nella vita contadina (terminato nel 1893, ma pubblicato solo nel 1923), si occupa dell'obščina, la tradizionale comunità rurale dei villaggi russi. I populisti la ritengono una società di eguali capace di costituire il nucleo di una futura società socialista, contrapponendola alle forme economiche capitalistiche, che invece producono disuguaglianze. Lenin osserva che anche nell'obščina, costituita da terre in parte in proprietà privata e in parte in proprietà comune, si sono prodotte differenze di classe, in quanto una minoranza di contadini è riuscita ad arricchirsi accumulando progressivamente una maggiore quantità di terra, mentre la maggioranza si è impoverita.

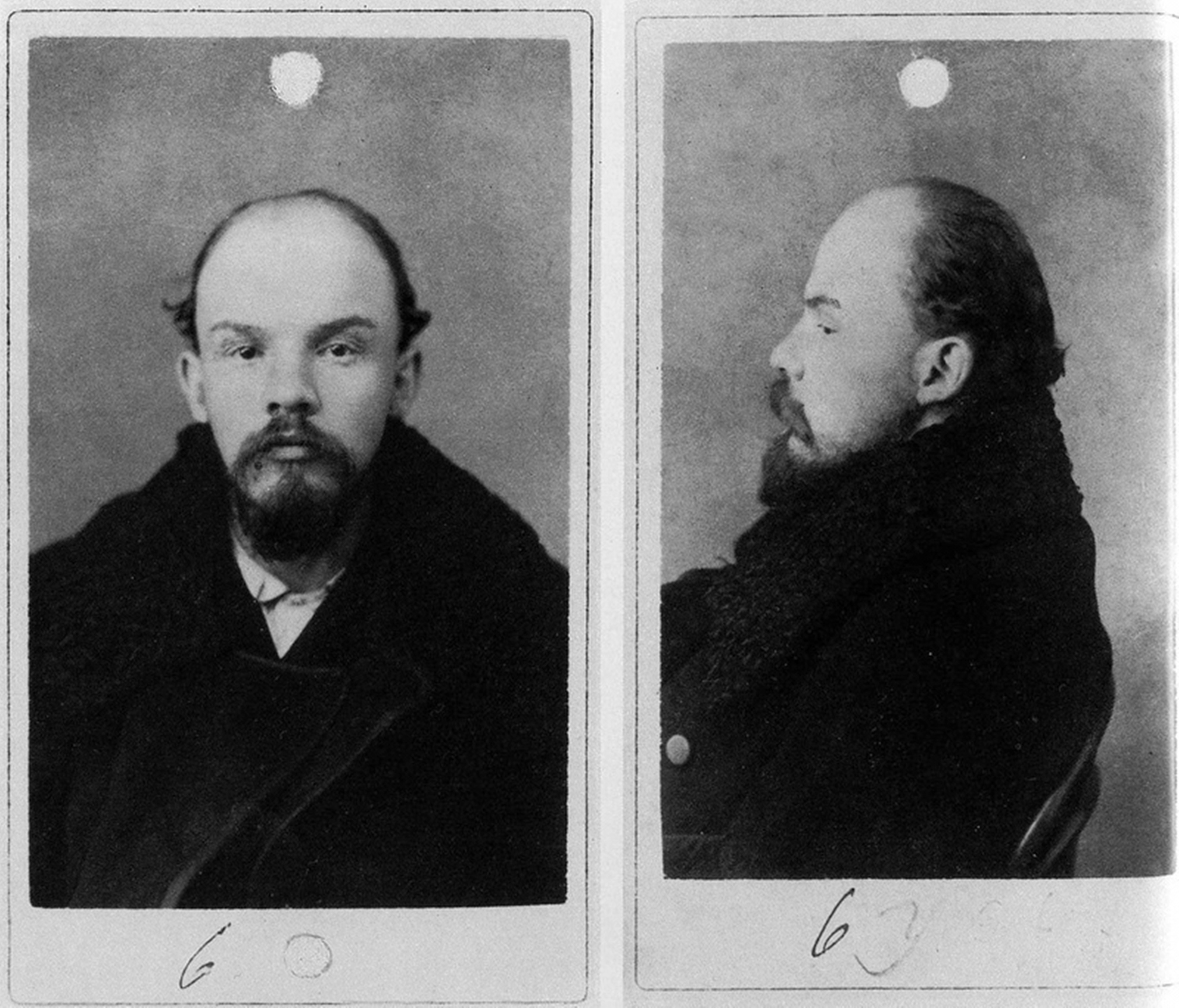
Foto segnaletica di Lenin della polizia zarista (1895)

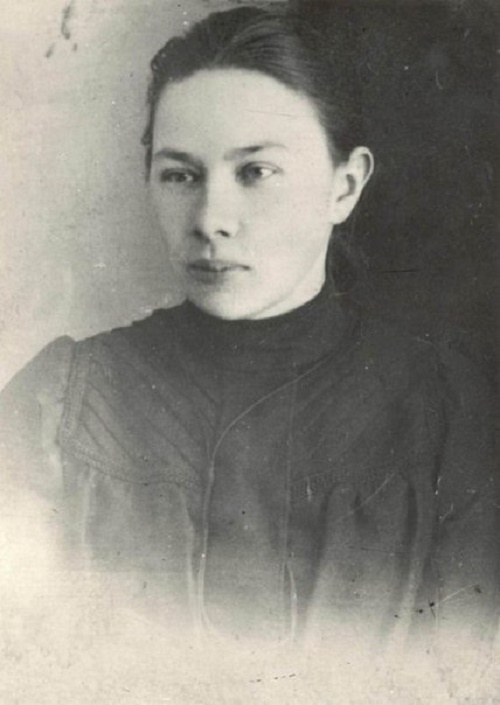
Nadežda Krupskaja

I populisti pensano che nell'obščina il capitalismo non sia possibile, mancando in essa un mercato adeguato al suo sviluppo. Secondo Lenin la disgregazione in atto dell'obščina crea le premesse del capitalismo, in quanto i contadini poveri, per sopravvivere, devono lavorare come salariati e acquisiscono così mezzi monetari a loro prima sconosciuti, favorendo il passaggio dall'economia naturale della comunità all'economia di mercato.
In una riunione del circolo di Pietroburgo, tenuta nel febbraio del 1894, Lenin conobbe Nadežda Krupskaja (1869-1939), un'impiegata delle ferrovie che la domenica sera insegnava in una scuola per operai. Nell'autunno del 1894 scrisse il breve saggio Che cosa sono gli "amici del popolo" e come lottano contro i socialdemocratici, che inizialmente circolò ciclostilato e anonimo, seguito da Il contenuto economico del populismo e la sua critica nel libro del signor Struve.
Lenin vi esalta la superiorità scientifica del marxismo e rimprovera i populisti di soggettivismo sociologico: «I marxisti» – scrive – «prendono senza riserve dalla teoria di Marx soltanto i metodi preziosi senza i quali "non è possibile mettere in chiaro i rapporti sociali", senza precostituire "schemi astratti e altre assurdità", commisurando la giustezza della teoria con la sua corrispondenza con la realtà, e compito dei socialdemocratici è indagare «concretamente tutte le forme della lotta di classe e dello sfruttamento, che in Russia sono particolarmente intricate e camuffate».
I populisti sono invece dei "soggettivisti", perché costruiscono teorie astratte, nelle quali la realtà è sostituita da idee consolatorie: «Le condizioni storiche che avevano dato ai nostri soggettivisti il materiale per la loro "teoria" consistevano (come consistono tuttora) in rapporti antagonistici [...] Non riuscendo a capire questi rapporti antagonistici, non riuscendo a trovare in essi elementi sociali che possano riscuotere l'adesione degli "individui isolati", i soggettivisti si sono limitati a costruire teorie che consolassero questi individui "isolati", affermando che la storia l'hanno fatta questi individui vivi».

### L'organizzazione del partito rivoluzionario

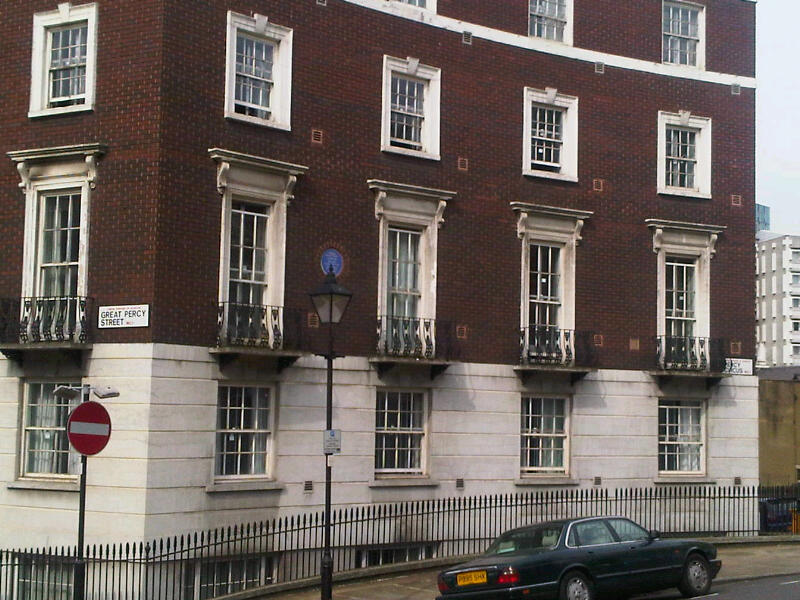
La casa londinese di Lenin

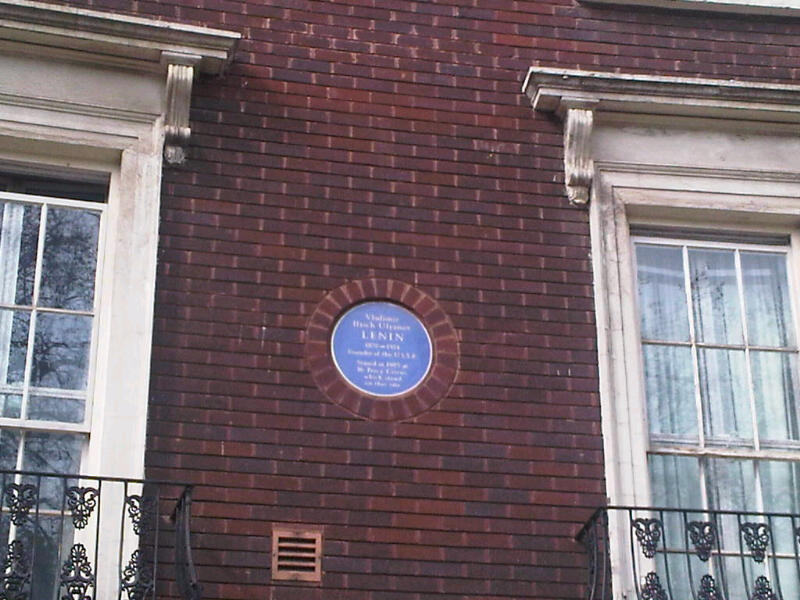
La targa in memoria di Lenin

Nel maggio del 1895 l'Unione di lotta lo inviò in Svizzera per prendere contatto con il maggior teorico marxista russo del tempo, Georgij Plechanov, fondatore del gruppo Emancipazione del lavoro. Rimase deluso dall'aria professorale del famoso Plechanov, ma si accordarono per collaborare a una rivista non periodica da pubblicare a Ginevra, il Rabotnik (Il Lavoratore), di concerto con l'Unione dei socialdemocratici russi all'estero.
Dopo un mese Lenin passò a Parigi, dove conobbe il genero di Karl Marx, Paul Lafargue, uno dei dirigenti, con Jules Guesde, del Partito Operaio Francese. Ai primi di agosto era a Berlino e il 7 settembre rientrò in Russia con il doppio fondo della sua valigia carico di pubblicazioni illegali.
La notte del 21 dicembre 1895 Lenin e altri componenti del gruppo vennero arrestati. Durante la detenzione, in attesa di processo, scrisse un opuscolo, Sugli scioperi, e abbozzò Lo sviluppo del capitalismo in Russia. Gli arresti impedirono l'uscita, prevista in quei giorni, del giornale Rabočee Delo (La causa operaia), ma non fermarono l'attività dell'Unione di lotta, che nell'estate del 1896, proprio in occasione dell'incoronazione di Nicola II, organizzò scioperi a Pietroburgo per ottenere la riduzione dell'orario di lavoro.
Condannato a tre anni di deportazione in Siberia, vi terminò Lo sviluppo del capitalismo in Russia, pubblicato nel 1899, e nel luglio del 1898 sposò Nadežda Krupskaja, anch'ella detenuta per aver partecipato a uno sciopero. Nel gennaio 1900, scontata la pena, riacquistò la libertà, ma gli fu proibito di vivere nelle grandi città. Lenin chiese il permesso di trasferirsi all'estero che, sorprendentemente, gli venne concesso. Prima visse brevemente a Zurigo, Ginevra e Parigi, si stabilì otto mesi più tardi con la moglie a Monaco di Baviera (n. 14 di Siegfried straße), dove si unì a Plechanov e a Martov, con i quali fondò il periodico Iskra (La scintilla), che uscì a Lipsia, e poi a Monaco di Baviera, per essere poi diffuso clandestinamente in Russia.
Nel marzo 1901 fondò un'altra rivista da diffondere clandestinamente in Russia, Zarja (L'alba), dove per la prima volta, in dicembre, si firmò con lo pseudonimo di Lenin, ossia qualcuno del fiume Lena. Nello stesso periodo fu raggiunto dalla moglie che aveva finito di scontare la detenzione in Siberia. Il 1902 si aprì con i contrasti fra Lenin e Plechanov sui princìpi che dovevano guidare il partito. Alle tesi programmatiche di Plechanov rispose che «questo non è il programma di un partito che lotta praticamente, ma una dichiarazione di princìpi, quasi un programma di allievi del primo corso, là dove si parla del capitalismo in genere e non ancora del capitalismo russo». Secondo Lenin a Plechanov sfuggiva il rapporto del capitalismo russo con l'economia rurale, il fenomeno della disgregazione delle comunità contadine e la relazione fra le vecchie e nuove realtà sociali che emergevano in Russia.

### Il partito come avanguardia rivoluzionaria e la coscienza di classe

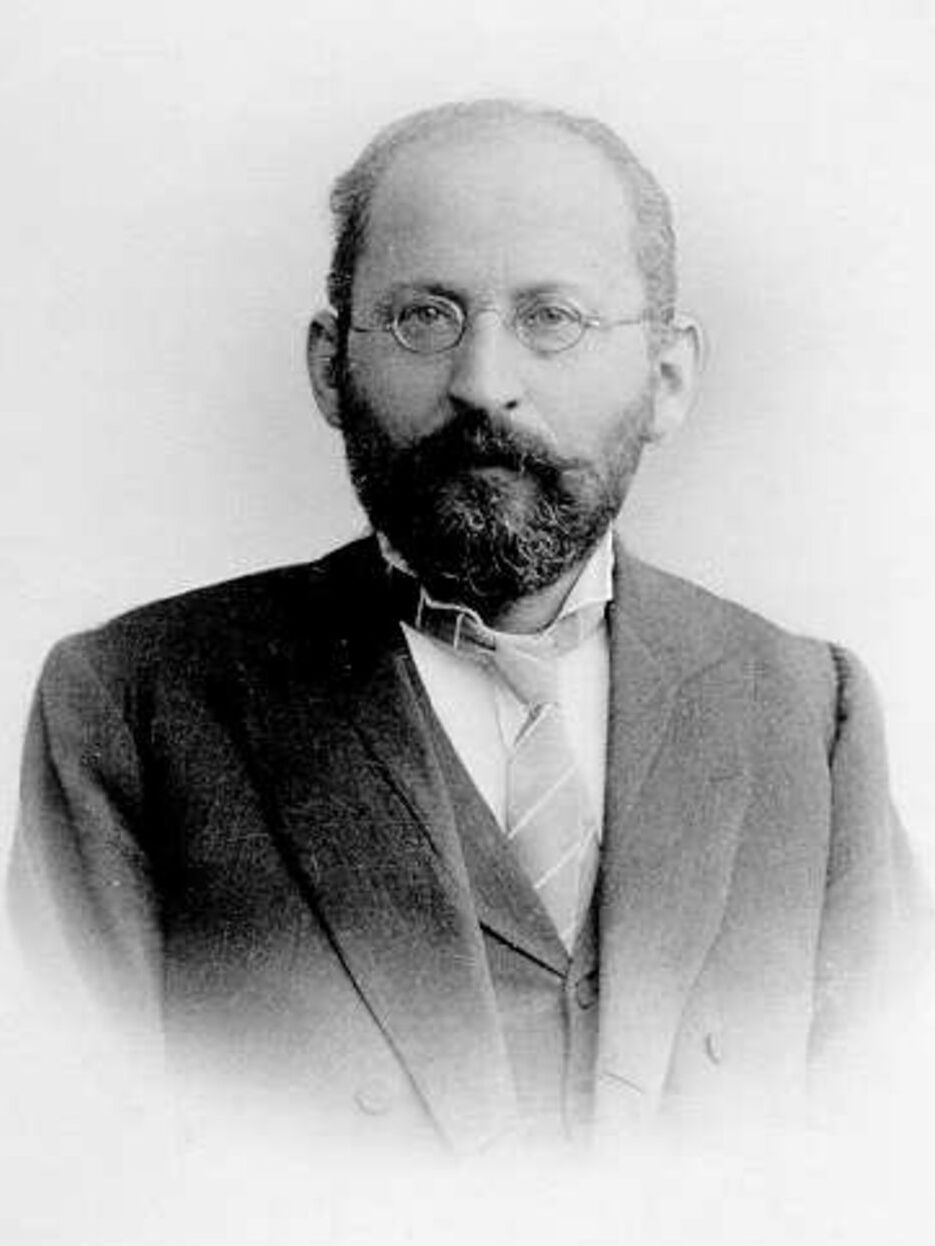
Eduard Bernstein

Nel marzo 1902 Lenin pubblicò presso l'editore Dietz di Stoccarda il saggio Che fare?, composto dal maggio 1901 al febbraio 1902. Riprendendo il titolo di un noto romanzo dello scrittore russo Černyševskij, che aveva affascinato più di una generazione di rivoluzionari russi, Lenin vi continuava la polemica contro il revisionismo di Bernstein e gli economicisti, per i quali i marxisti russi dovevano limitarsi «alla lotta economica del proletariato e partecipare all'attività dell'opposizione liberale»; In questo modo si negava la necessità dell'esistenza stessa di «un partito operaio indipendente, inseparabile dalla lotta di classe del proletariato, che si ponga il compito immediato della conquista della libertà politica» e il rapporto, «fuso in un tutto indivisibile» dal marxismo, tra lotta economica e lotta politica.
Ci fu una notevole estensione di scioperi spontanei: «Presi per sé, questi scioperi costituivano una lotta tradunionistica, ma non ancora socialdemocratica; annunciavano il risveglio dell'antagonismo tra operai e padroni, ma gli operai non avevano e non potevano avere ancora la coscienza dell'irriducibile antagonismo fra i loro interessi e tutto l'ordinamento politico e sociale contemporaneo, cioè la coscienza socialdemocratica. Gli scioperi della fine del secolo [...] restavano un movimento puramente spontaneo». La classe operaia, lasciata sola di fronte alle proprie condizioni, non supera i limiti dell'economicismo e del sindacalismo; e non mette in discussione il sistema economico e sociale e resta succuba della borghesia.
La coscienza politica socialista, secondo Lenin, è la comprensione del rapporto che lega il capitalista all'ordinamento economico e il sistema economico alle istituzioni politiche e allo Stato. È illusorio credere di poter combattere il proprio avversario di classe senza combattere l'ordinamento che lo difende e di cui è espressione. Per questo non bastano i sindacati, ma è necessario un partito: «La socialdemocrazia rivoluzionaria ha sempre compreso nella propria azione la lotta per le riforme [...] ma anche e innanzitutto la soppressione del regime autocratico».

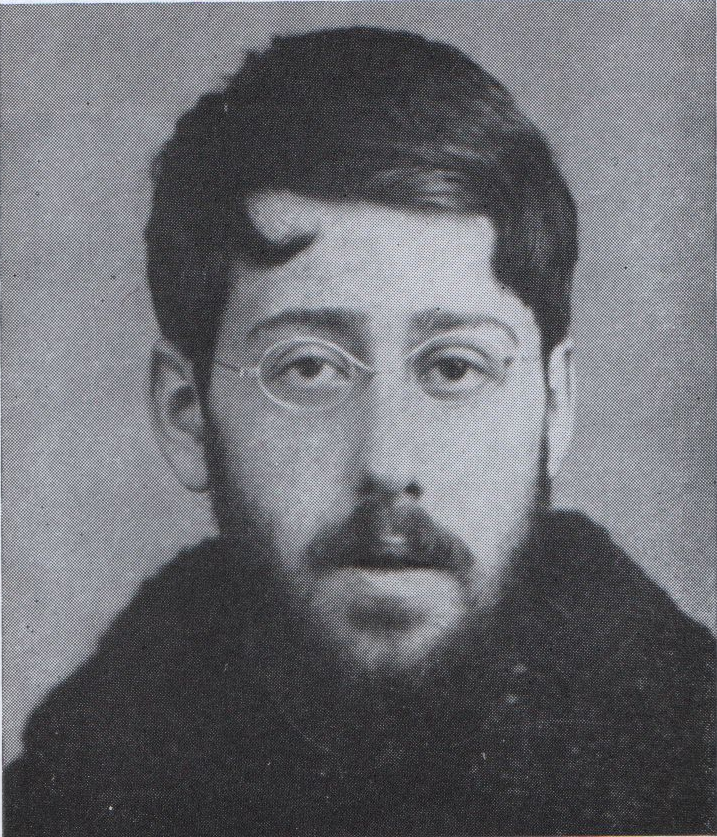
Julij Martov

Il pensiero politico socialista non è nato in conseguenza delle lotte economiche operaie, ma fu lo sviluppo del pensiero di intellettuali – rivoluzionari, ma di estrazione sociale borghese – come erano Marx ed Engels. Anche in Russia la dottrina socialdemocratica sorse e si sviluppò tra gli intellettuali. Pertanto «la coscienza politica di classe può essere portata all'operaio solo dall'esterno, cioè dall'esterno delle lotte economiche, della sfera dei rapporti fra operai e padroni. Il solo campo dal quale è possibile raggiungere questa coscienza è il campo dei rapporti di tutte le classi, di tutti gli strati della popolazione con lo Stato e con il governo, il campo dei rapporti reciproci di tutte le classi».
Il partito appare come la mediazione tra teoria e movimento. La teoria è la coscienza dell'esperienza storica, la visione scientifica dei rapporti economici, sociali e politici che si forma analizzando le lotte politiche e sociali in corso e si traduce nella linea politica elaborata dal partito e trasmessa al movimento. Ne deriva che «senza teoria rivoluzionaria non vi può essere movimento rivoluzionario».
Tale principio esclude ogni concessione allo spontaneismo dell'azione politica, quale viene praticato sia dalle organizzazioni economicistiche sia da quelle terroristiche, di matrice social-rivoluzionaria o anarchica. Gli economicisti «si prosternano dinanzi alla spontaneità del "movimento operaio puro", i terroristi dinanzi alla spontaneità degli intellettuali che non sanno collegare il lavoro rivoluzionario e il movimento operaio».
Nel luglio 1903 durante il II Congresso del Partito Operaio Socialdemocratico Russo (POSDR) tenuto a Bruxelles e poi a Londra emersero contrasti tra i socialisti russi: da un lato i seguaci di Lenin, appoggiati anche da Plechanov, concepivano il partito come un'organizzazione di lotta rivoluzionaria, della quale potessero far parte solo elementi coscienti e fidati, dall'altro i sostenitori di Martov e Aksel'rod intendevano concedere l'iscrizione a chiunque si dichiarasse simpatizzante con il programma del partito. Anche Trockij sosteneva che qualunque operaio in sciopero poteva considerarsi membro del partito.
Martov concepiva il partito come un'organizzazione di massa. Secondo Lenin, in condizioni nelle quali «stabilire un limite tra il rivoluzionario e il parolaio ozioso» era già difficile, Martov «spalancava le porte del partito a qualsiasi avventuriero» e a «ogni sorta di opportunisti», proprio quando almeno una terza parte di esso già «era composta da intriganti».

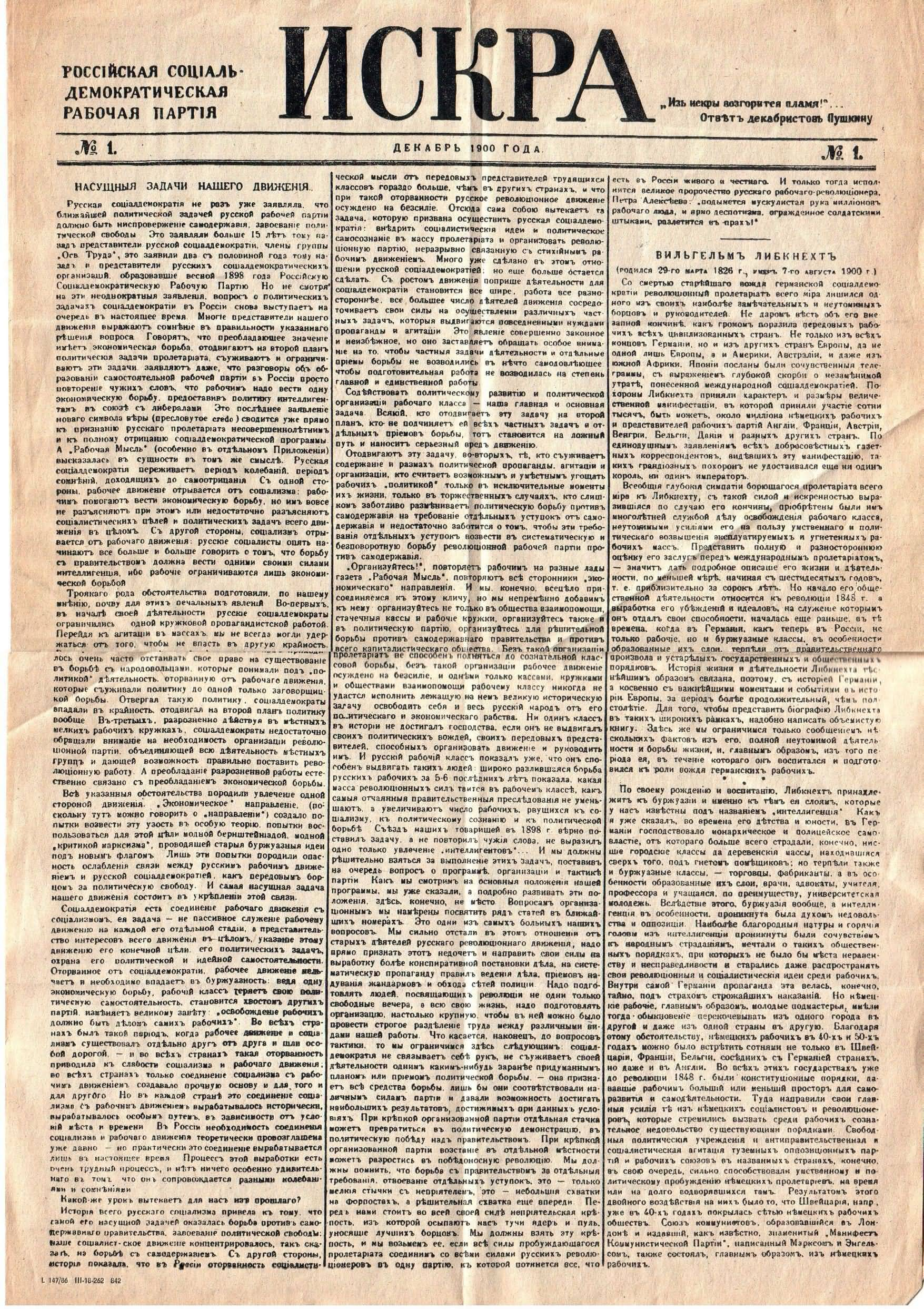
Primo numero dell'Iskra

Il Congresso approvò a maggioranza (28 voti contro 23) la proposta di Martov. In compenso al Comitato centrale del partito risultarono eletti, oltre ai tre redattori dell'Iskra Lenin, Plechanov e Martov, altri due seguaci di Lenin, Kržižanovskij e Lengnik, oltre al neutrale Noskov, così che i leninisti risultarono in maggioranza e per questo motivo vennero da allora chiamati bolscevichi, mentre i seguaci di Martov, in minoranza, presero il nome di menscevichi.
Martov rifiutò di far parte della redazione dell'Iskra, ma nel mese di ottobre, questa volta appoggiato da Plechanov, si prese la rivincita a Ginevra durante il Congresso della Lega estera della socialdemocrazia rivoluzionaria russa, un'organizzazione fondata da Plechanov. Questi chiese di allargare nuovamente la redazione del quotidiano del partito a sei elementi, con Vera Zasulič, Aksel'rod e Potresov, tutti menscevichi, minacciando altrimenti le proprie dimissioni. Lenin preferì allora lasciare l'Iskra, pur restando nel Consiglio e nel Comitato centrale del partito.
In Un passo avanti e due indietro (1904) Lenin commentò l'esito del Congresso e completò la sua teoria del partito, che per lui doveva consistere in un'organizzazione costruita dall'alto verso il basso. Considerare autoritaria e burocratica questa concezione, come sostenevano i menscevichi, ma anche la socialdemocratica tedesca Rosa Luxemburg, «con la loro tendenza ad andare dal basso in alto, dando a qualsiasi professore, a qualsiasi studente di ginnasio, a ogni scioperante la possibilità di annoverarsi tra i membri del partito», significava «privilegiare il movimento e la spontaneità contro la coscienza critica, diminuire il valore dell'iniziativa politica», abbandonandosi nello stesso tempo «alla politica del contingente, del caso per caso, nella rinuncia all'autonomia della classe operaia».
Pur essendo il partito della classe operaia, il partito non s'identifica con essa, perché il partito rivoluzionario è la coscienza politica e teorica dell'avanguardia della classe e la coscienza politica di questa avanguardia non può coincidere con la coscienza politica di tutta la classe operaia: «Sarebbe codismo pensare che, con il capitalismo, tutta la classe operaia sia capace di elevarsi alla coscienza e all'attività dell'avanguardia [...] dimenticare la differenza che esiste tra l'avanguardia e le masse che gravitano su di essa, dimenticare il dovere dell'avanguardia di elevare strati sempre più vasti al suo livello, vorrebbe dire ingannare sé stessi».

### Isolamento politico
Martov commentò sull'«Iskra» lo scritto di Lenin definendolo un'«orazione funebre» e ad avviso suo e dei menscevichi Lenin era politicamente finito. Il 28 gennaio 1904, a Ginevra, il Consiglio del partito aveva respinto la sua proposta di convocare un nuovo congresso, una decisione confermata a giugno anche dal Comitato centrale, dove pure i bolscevichi, tranne Lengnik, si allinearono con i menscevichi. Furioso contro i «conciliatori», Lenin si dimise da tutte le cariche di partito.
Dopo quasi due mesi di vacanza a Losanna e in montagna Lenin e la moglie fecero ritorno a Ginevra. Con loro vivevano Lidija Fotieva, che aiutava Nadežda Krupskaja nel lavoro di corrispondenza con la Russia, e la sorella Marija Ul'janova, da poco giunta in Svizzera dopo un periodo di detenzione nelle carceri russe. Con l'appoggio di Aleksandr Bogdanov, anch'egli recentemente immigrato dalla Russia, e valendosi del frenetico attivismo di Rozalija Zalkind, Lenin riprese i contatti con i suoi più fedeli operanti in Russia, che formarono un «Ufficio dei comitati bolscevichi» e in ventidue firmarono la richiesta di convocazione di un nuovo congresso del POSDR.
Il 4 gennaio 1905 uscì il primo numero del nuovo settimanale bolscevico Vperëd (Вперёд, Avanti), fondato da Lenin, al quale collaborarono principalmente, oltre Lenin, Bogdanov, Bonč-Bruevič, Lunačarskij, Ol'minskij e Vorovskij. Il compito del periodico era di riprendere la linea politica della vecchia Iskra, con un «solido orientamento rivoluzionario contro il caos e le oscillazioni», appoggiare i comitati bolscevichi e lottare contro il gruppo dirigente menscevico, verso il quale il dissenso non era più soltanto di natura organizzativa, ma soprattutto politica.

### La rivoluzione del 1905 e il III Congresso del POSDR

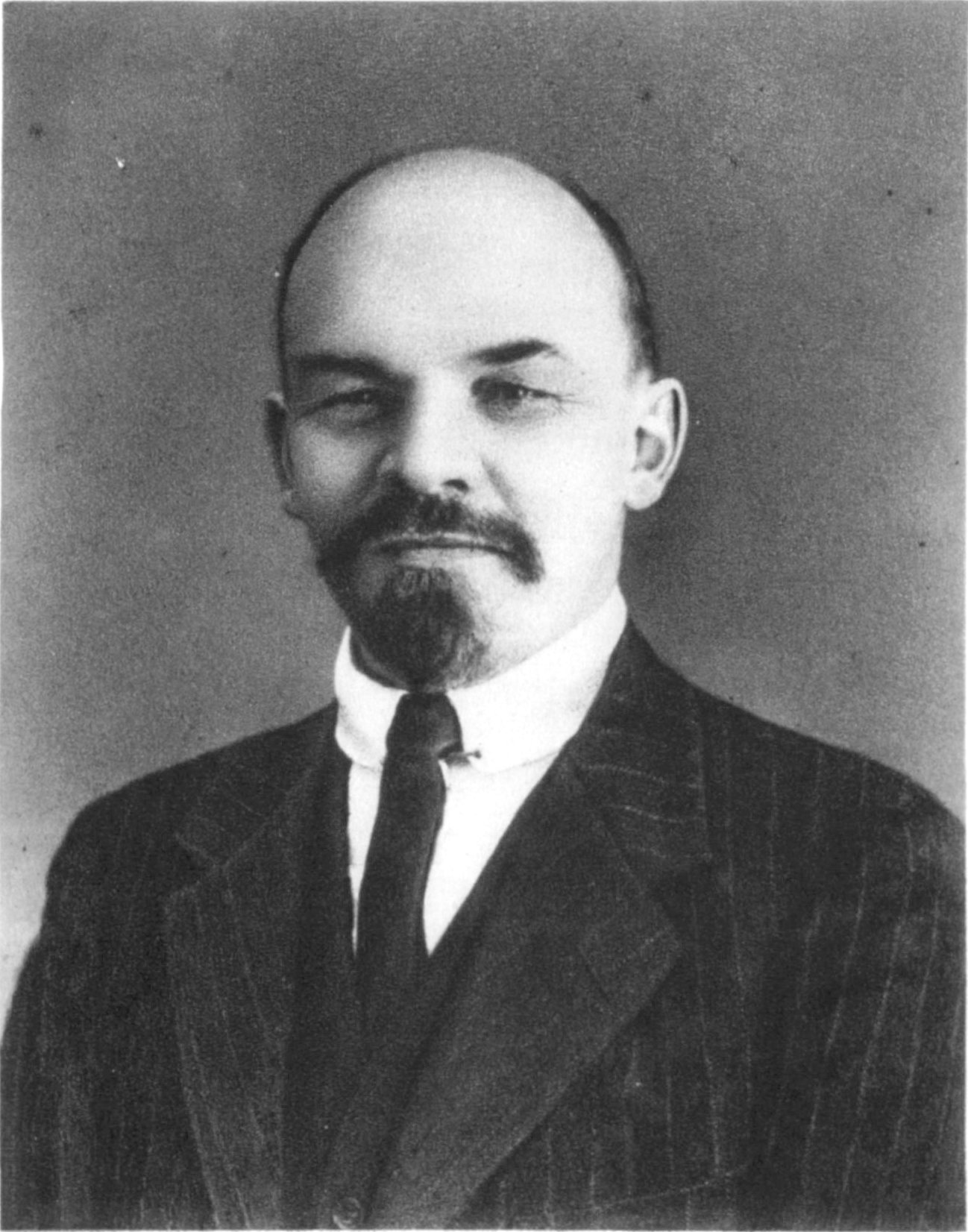
Lenin durante il periodo trascorso in Svizzera

Il 22 gennaio 1905 a Pietroburgo una dimostrazione popolare guidata dal pope Gapon, che voleva consegnare allo zar una petizione contenente rivendicazioni economiche e politiche, venne repressa nel sangue dall'esercito, scatenando in seguito un'ondata di disordini civili nota come la Rivoluzione russa del 1905. Lenin esortò i bolscevichi ad assumere un ruolo più attivo negli eventi, favorendo l'insurrezione violenta, utilizzando slogan come "insurrezione armata", "terrore di massa" e "esproprio dei terreni". La conseguenza fu un'accusa da parte dei menscevichi di aver deviato dal marxismo ortodosso. A sua volta Lenin insistette sul fatto che i bolscevichi si dividessero completamente dai menscevichi; tuttavia tale proposta non fu accolta da tutti ed entrambi i gruppi parteciparono al III Congresso del POSDR, tenutosi a Londra nel mese di aprile del 1905. Lenin presentò molte delle sue idee nell'opuscolo Due tattiche della socialdemocrazia nella rivoluzione democratica, che pubblicò nell'agosto del 1905. Nelle sue tesi egli predisse che alla borghesia liberale della Russia sarebbe bastata una transizione verso una monarchia costituzionale e che quindi avrebbe tradito la rivoluzione; sostenne invece che il proletariato avrebbe dovuto costruire un'alleanza con i contadini per rovesciare il regime zarista e stabilire la "rivoluzionaria dittatura democratica provvisoria del proletariato e dei contadini".
In risposta alla rivoluzione del 1905 lo zar Nicola II accettò una serie di riforme liberali nel suo manifesto di ottobre e nel mese di dicembre Lenin fece ritorno a Pietroburgo clandestinamente, sotto il nome di Karpov. L'adesione al comitato di redazione di Novaja Žizn' (Nuova Vita), un giornale legale radicale gestito da Marija Andreeva, venne utilizzato da Lenin per discutere questioni di fronte al POSDR. Incoraggiò il partito a cercare un'adesione molto più ampia e sostenne una continua escalation negli scontri violenti, ritenendo che fossero necessari per una rivoluzione di successo. Seppur per breve tempo, sostenne l'idea di una possibile riconciliazione tra bolscevichi e menscevichi; tuttavia al IV Congresso del partito tenutosi a Stoccolma nel mese di aprile 1906 i menscevichi condannarono Lenin per il suo appoggio alle rapine in banca e alle azioni violente. Poco dopo il governo zarista restaurò pienamente l'autocrazia, sia sciogliendo la seconda Duma (un'assemblea legislativa) sia ordinando alla polizia segreta, la Ochrana, di arrestare i rivoluzionari. Lenin dovette fuggire in Finlandia passando dalla Svizzera.
Aleksandr Bogdanov e gli altri bolscevichi di spicco decisero di spostare la loro sede a Parigi; nonostante Lenin non fosse d'accordo, nel dicembre 1908 anch'egli si trasferì nella capitale francese, dove proseguirono le polemiche con i menscevichi, i quali si opponevano al fatto che Lenin avesse difeso gli espropri violenti e i furti, come la rapina alla banca di Tiflis, a cui i bolscevichi ricorrevano sistematicamente per finanziare le loro attività. Lenin divenne fortemente critico anche nei confronti di Bogdanov e dei suoi sostenitori; Bogdanov riteneva che una cultura socialista orientata dovesse essere sviluppata tra il proletariato della Russia, affinché esso diventasse un veicolo rivoluzionario di successo, mentre Lenin preferiva un'avanguardia di intellettuali socialisti, che avrebbero portato le classi lavoratrici alla rivoluzione. Bogdanov, influenzato da Ernst Mach, riteneva anche che tutti i concetti del mondo fossero relativi, mentre Lenin era fortemente attaccato alla visione ortodossa marxista in cui si asseriva che vi fosse una realtà oggettiva del mondo, indipendente dall'osservazione umana. Nonostante che i due avessero trascorso le vacanze insieme nella villa di Maksim Gor'kij a Capri nel mese di aprile 1908, al suo ritorno Lenin promosse una spaccatura all'interno della fazione bolscevica tra i suoi sostenitori e quelli di Bogdanov, accusando quest'ultimo di deviare dal marxismo.
Nel maggio del 1908 Lenin visse per breve tempo a Londra, dove frequentò la biblioteca del British Museum per scrivere Materialismo ed empiriocriticismo, un attacco alla prospettiva relativista di Bogdanov, che biasimava come "menzogna borghese reazionaria". La faziosità di Lenin iniziò a preoccupare un numero crescente di bolscevichi, tra cui alcuni stretti suoi sostenitori, Aleksej Rykov e Lev Kamenev. La Ochrana decise di sfruttare il suo atteggiamento intransigente inviando una spia, Roman Malinovskij, incaricata di diventare un sostenitore e alleato di Lenin all'interno del partito. Sebbene non sia chiaro se quest'ultimo fosse a conoscenza della vera identità della spia, è possibile pensare che egli utilizzò Malinovskij per fornire false informazioni alla Ochrana.
Nel mese di agosto 1910 Lenin partecipò all'VIII Congresso della Seconda Internazionale – un incontro internazionale di socialisti – a Copenaghen, come rappresentante del POSDR, a cui seguì una vacanza a Stoccolma con la madre, la moglie e le sorelle. Si trasferì poi in Francia, stabilendosi prima a Bombon e poi nuovamente a Parigi. Qui divenne un amico della donna di origine francese filo-bolscevica Inessa Armand; la loro amicizia continuò fino al 1912 e alcuni biografi suggeriscono che con lei avesse instaurato una relazione extra-coniugale. Nel frattempo in una riunione a Parigi tenutasi nel mese di giugno 1911 la Commissione centrale del POSDR decise di far ritorno in Russia, ordinando la chiusura del centro bolscevico e del suo giornale, Proletari. Nel tentativo di riconsolidare la sua influenza nel partito Lenin organizzò una conferenza a Praga nel mese di gennaio 1912 e, sebbene sedici dei diciotto convocati fossero bolscevichi, Lenin fu pesantemente criticato per le sue tendenze estremiste e non riuscì a rafforzare il suo status all'interno del partito.
In seguito si recò a Cracovia, allora facente parte del Regno di Galizia e Lodomiria, dove fece uso della biblioteca dell'Università Jagellonica per condurre una sua ricerca e dove fu comunque in grado di rimanere in stretto contatto con il POSDR operante nell'Impero russo, convincendo i membri bolscevichi della Duma a dividersi dalla loro alleanza parlamentare con i menscevichi. Nel gennaio 1913 il bolscevico Iosif Stalin  lo raggiunse per discutere del futuro dei gruppi etnici non russi dell'impero. Per via delle difficoltà di salute, sia sue sia di sua moglie, Lenin si spostò nella città rurale di Biały Dunajec, prima di recarsi a Berna, dove la moglie Nadja fu sottoposta a un intervento chirurgico per uno struma.

### La prima guerra mondiale

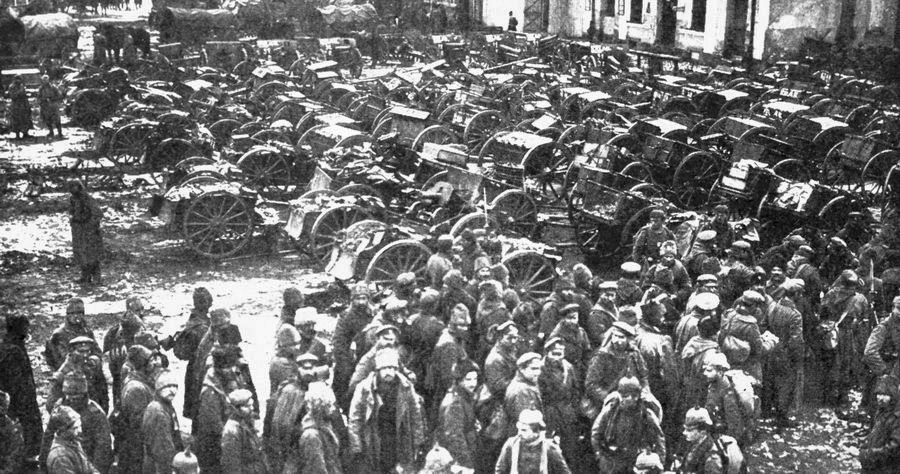
Prigionieri russi durante la prima guerra mondiale

Allo scoppio della prima guerra mondiale i partiti socialisti francese e tedesco votarono i crediti di guerra, sostenendo lo sforzo bellico dei rispettivi governi; Lenin denunciò il fallimento della Seconda Internazionale, che avrebbe tradito lo spirito dell'internazionalismo: nelle conferenze di Zimmerwald (nel 1915) e di Kienthal (nel 1916) sostenne la necessità di trasformare la guerra, che definì imperialista, in rivoluzione. Fra le parti in guerra non c'è differenza; il significato di nazionale, che ogni borghesia cerca di attribuire alla propria guerra, nasconde il reale contenuto di rapina: «La Germania si batte non per liberare, ma per opprimere le nazioni. Non è compito dei socialisti aiutare il brigante più giovane e forte a depredare i briganti più vecchi e nutriti».
Si può distinguere tra guerra "giusta" e "ingiusta": indipendentemente da colui che attacca per primo, è aggressore colui che opprime; se l'oppresso lotta contro l'oppressore, conduce una guerra giusta. La parola d'ordine della "difesa della patria" è legittima e progressista in caso di guerra di liberazione nazionale, ma è reazionaria nel caso di guerra imperialista: «Il periodo dal 1789 al 1871 fu l'epoca di un capitalismo progressivo in cui l'abbattimento del feudalesimo, dell'assolutismo e la liberazione dal giogo straniero erano all'ordine del giorno della storia. Su questa unica base si poteva ammettere la difesa della patria, cioè la lotta contro l'oppressione. Oggi si potrebbe ancora applicare questa concezione in una guerra contro le grandi potenze imperialistiche, ma sarebbe assurdo applicarla in una guerra fra queste grandi potenze, in cui si tratta di sapere chi saprà spogliare meglio i Paesi balcanici e l'Asia minore. [...] una classe rivoluzionaria non può, durante una guerra reazionaria, che augurarsi la sconfitta del proprio governo [...] la rivoluzione in tempo di guerra è la guerra civile; la trasformazione della guerra dei governi in guerra civile è facilitata dalla sconfitta di questi governi».

### 1917: la Rivoluzione di febbraio e i giorni di luglio

#### Il ritorno in Russia consentito dalla Germania
Nel febbraio 1917, la Rivoluzione di febbraio proruppe a San Pietroburgo - rinominata Pietrogrado all'inizio della prima guerra mondiale - con i lavoratori delle industrie scesi in sciopero per la carenza di cibo e il deterioramento delle condizioni di lavoro nelle fabbriche. Le agitazioni dilagarono in altre parti della Russia e, temendo che sarebbe stato violentemente rovesciato, lo zar Nicola II scelse infine di abdicare. La Duma prese il controllo dello Stato istituendo un governo provvisorio e convertendo l'Impero russo in Repubblica russa. Quando Lenin, ancora esule in Svizzera, seppe ciò solo dai giornali locali, esultò di gioia con gli altri dissidenti. Ancora a gennaio, aveva detto all'amante Inessa Armand: «Noi vecchi forse non vedremo le battaglie decisive»; ma ora che la rivoluzione era iniziata lui si trovava a 2 500 km di distanza. Decise di ritornare in Russia per prendere la guida dei bolscevichi, ma apprese che, causa il conflitto bellico in corso, molti dei passaggi per entrare nel Paese erano sbarrati. Le potenze dell'Intesa, l'Inghilterra e la Francia, spaventate per la propaganda disfattista di Lenin sulla "guerra predatoria imperialista", d'accordo col governo provvisorio russo gli negarono il passaggio per il ritorno in Russia. Quindi, Lenin, con altri ventisette emigrati – 18 bolscevichi, 6 bundisti e 3 menscevichi – organizzò un piano per negoziare il loro viaggio in treno attraverso la Germania, allora in guerra con la Russia: si convinse che solo un negoziato con i tedeschi l'avrebbe riportato in patria. Sapendo già che il gruppo di dissidenti politici avrebbe creato discordia e caos all'interno del fronte dei nemici russi, il governo tedesco diede il suo assenso a che i 32 russi - tra cui Lenin, la moglie e l'amante Inessa Armand - viaggiassero in un vagone ferroviario attraverso il loro territorio. 

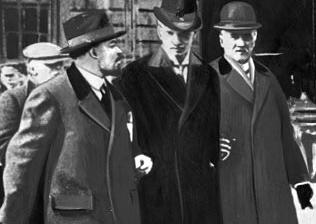
Lenin, Ture Nerman e Carl Albert Lindhagen a Stoccolma, dopo aver comprato un abito per Lenin da esibire a Pietrogrado.

Dietro il permesso del kaiser Guglielmo II si celava un patto politico rischioso: il freddo calcolo tattico era che il ritorno di Lenin avrebbe favorito la sconfitta militare russa, la stanchezza per le carneficine dei soldati in guerra. Inoltre, la Germania erogò un finanziamento di decine di milioni di marchi verso i conti correnti del partito di Lenin da febbraio a novembre 1917: in cambio, una volta arrivato al potere in Russia, Lenin avrebbe firmato un trattato di pace coi tedeschi, cosa che effettivamente accadrà nel 1918 col trattato di Brest-Litovsk. Tuttavia, temendo Lenin le critiche di quelli che l'avrebbero tacciato di «agente tedesco», esposto come un traditore, "spia del Kaiser" per aver accettato l'aiuto del nemico della Russia in guerra, egli negò sempre lo scambio, che avrebbe potuto distruggerlo politicamente (la cui esistenza fu sempre negata dall'URSS). Il governo tedesco bloccò tre delle quattro entrate del vagone per impedire ogni contatto con la popolazione tedesca: nacque così la leggenda del «vagone piombato».
Il gruppo partì in treno da Zurigo il 9 aprile 1917: passato il confine, una carrozza speciale li aspettò alla stazione di Gottmadingen, per giungere a Sassnitz; un traghetto - il Queen Victoria - li portò a Trelleborg, in Svezia, per proseguire a Malmö e a Stoccolma, dove fu accolto dal borgmästare socialista Carl Albert Lindhagen, alla frontiera di Haparanda-Tornio: poi a Helsinki, prima di prendere il treno finale che li condusse a Pietrogrado. Appena arrivato alla stazione di Finlandia di Pietrogrado il 16 aprile, Lenin, che era rimasto fuori dalla Russia negli ultimi 17 anni, tenne un discorso per i suoi sostenitori biasimando la condotta del governo provvisorio e facendo un appello per una rivoluzione del proletariato di tutta Europa.

#### LeTesi di aprile: tutto il potere ai Soviet, guerra al governo provvisorio

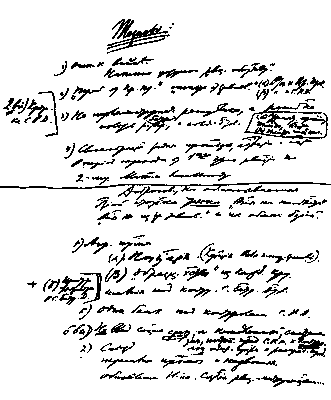
Minuta delle Tesi di aprile

Nei giorni seguenti, condannando i tentativi di quelli che volevano la riconciliazione con i menscevichi, Lenin tracciò per i bolscevichi, nelle Tesi di aprile, un programma in 10 punti pubblicato il 20 aprile che egli aveva scritto durante il viaggio:
- «La guerra rimane incontestabilmente una guerra imperialistica di brigantaggio, in forza del carattere capitalistico di questo governo, non è ammissibile la benché minima concessione al "difensivismo rivoluzionario" [...] Data l'innegabile buona fede di larghi strati dei rappresentanti delle masse favorevoli al difensivismo rivoluzionario, che accettano la guerra come una necessità e non per spirito di conquista, e poiché essi sono ingannati dalla borghesia, bisogna spiegar loro con particolare cura, ostinazione e pazienza, l'errore in cui cadono, svelando il legame indissolubile esistente fra il capitale e la guerra imperialistica, dimostrando che è impossibile metter fine alla guerra con una pace veramente democratica – e non imposta con la forza – senza abbattere il capitale. Organizzare la propaganda più ampia di questa posizione nell'esercito combattente. Fraternizzare».
- «L'originalità dell'attuale momento in Russia consiste nel passaggio dalla prima fase della rivoluzione, che ha dato il potere alla borghesia a causa dell'insufficiente grado di coscienza e di organizzazione del proletariato, alla sua seconda fase, che deve dare il potere al proletariato e agli strati poveri dei contadini».
- «Non appoggiare in alcun modo il Governo provvisorio, dimostrare la completa falsità di tutte le sue promesse, soprattutto di quelle concernenti la rinuncia alle annessioni. Smascherare questo governo, invece di "rivendicare" – ciò che è inammissibile e semina illusioni – che esso, governo di capitalisti, cessi di essere imperialistico».
- «Riconoscere che il nostro partito è in minoranza [...] nella maggior parte dei soviet dei deputati operai, di fronte al blocco di tutti gli elementi opportunistici piccolo-borghesi [...] Spiegare alle masse che i Soviet dei deputati operai sono l'unica forma possibile di governo rivoluzionario [...] svolgeremo un'opera di critica e di spiegazione degli errori, sostenendo in pari tempo la necessità del passaggio di tutto il potere statale ai Soviet dei deputati operai [...]».
- «Niente repubblica parlamentare – ritornare a essa dopo i soviet dei deputati operai sarebbe un passo indietro – ma repubblica dei soviet di deputati degli operai, dei salariati agricoli e dei contadini in tutto il paese, dal basso in alto. Sopprimere la polizia, l'esercito e il corpo dei funzionari. Lo stipendio dei funzionari – tutti eleggibili e revocabili in qualsiasi momento – non deve superare il salario medio di un buon operaio».
- «Nel programma agrario spostare il centro di gravità sui Soviet dei deputati dei salariati agricoli. Confiscare tutte le grandi proprietà fondiarie. Nazionalizzare tutte le terre del Paese e metterle a disposizione di soviet locali di deputati dei salariati agricoli e dei contadini. Costituire i soviet dei deputati dei contadini poveri».
- «Fusione immediata di tutte le banche del Paese in un'unica banca nazionale, posta sotto il controllo dei soviet dei deputati operai».
- «Il nostro compito immediato non è l'instaurazione del socialismo, ma per ora soltanto il passaggio al controllo della produzione sociale e della ripartizione dei prodotti da parte dei soviet dei deputati operai».
- «Compiti del partito: convocare immediatamente il congresso del partito; modificare il programma del partito, principalmente: sull'imperialismo e sulla guerra imperialistica; sull'atteggiamento verso lo Stato e sulla nostra rivendicazione dello "Stato-comune"; emendare il programma minimo, ormai invecchiato; cambiare il nome del partito».
- «Rinnovare l'Internazionale».

Le tesi di Lenin sconcertarono, disorientarono e suscitarono resistenza nei suoi compagni di partito, i quali – nella prima riunione del comitato di partito di Pietrogrado – le respinsero a larghissima maggioranza: essi non riuscivano a concepire, nell'attuale momento, la possibilità di una trasformazione in rivoluzione socialista della rivoluzione borghese, che essi ritenevano appena iniziata e bisognosa di un lungo tempo per dare alla Russia le strutture democratiche. Come i menscevichi, essi ritenevano che i soviet dovessero limitarsi a esercitare un controllo sull'attività del governo provvisorio, espressione della borghesia imprenditoriale. Tuttavia già alla conferenza del partito della capitale, tenuta il 14 aprile, e in quella panrussa del 24 aprile, le tesi di Lenin guadagnarono l'approvazione della grande maggioranza dei delegati: in essa si condannava il governo per la sua collaborazione con «la controrivoluzione dei borghesi e dei latifondisti» e impegnava il partito a realizzare «il rapido passaggio di tutti i poteri statali ai soviet dei deputati degli operai e dei soldati» e alle altre forme di potere, quale l'Assemblea costituente.

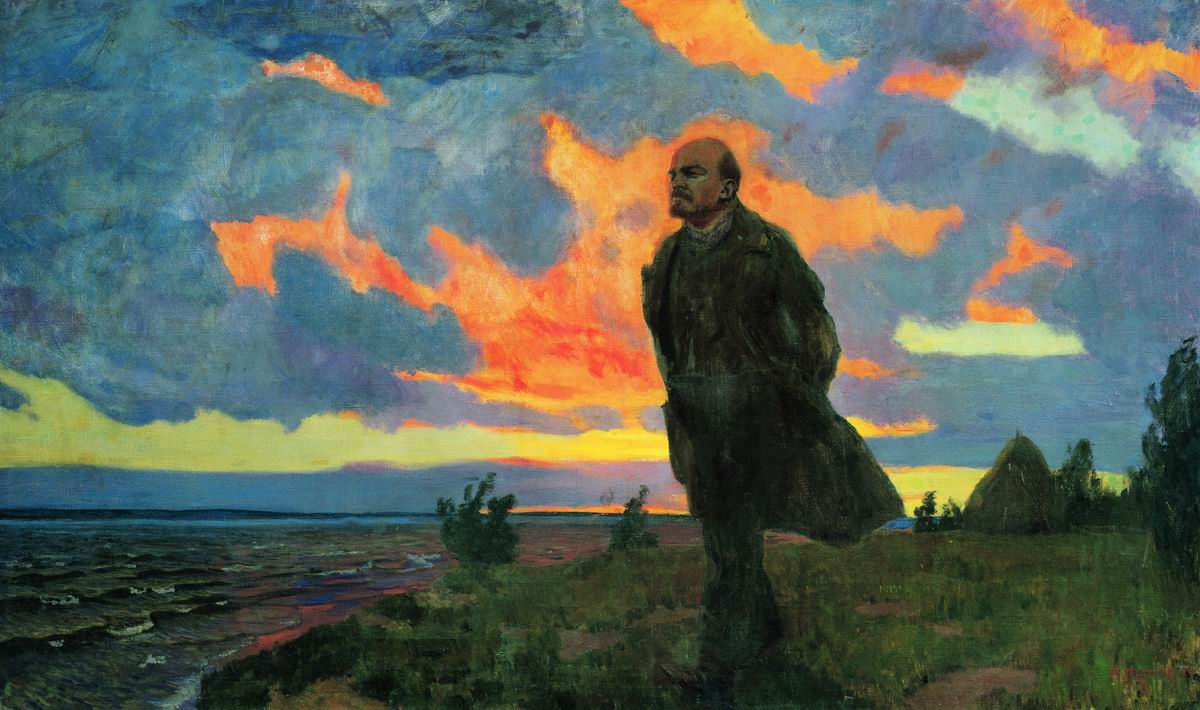
V. I. Lenin a Razliv nel 1917, olio su tela di Arkadij Rylov, 1934

Con la caduta del primo governo provvisorio e la costituzione nel mese di maggio di un nuovo governo costituito da una coalizione di cadetti – il partito della grande borghesia – e di socialisti moderati, espressione dei soviet, si era cercato di risolvere il dualismo dei poteri esistente tra governo e soviet: in realtà il governo era intenzionato a proseguire, a fianco degli inglesi e dei francesi che avevano largamente investito capitali nelle industrie russe, una guerra da cui si ripromettevano grandi conquiste territoriali, senza risolversi ad attuare una riforma agraria, dati i contrasti esistenti in proposito fra cadetti e socialisti.
Il 3 luglio si svolse a Vyborg, sobborgo operaio di Pietrogrado, una manifestazione spontanea di centinaia di migliaia di operai e di soldati della guarnigione della capitale. La presenza dei militari rischia di trasformare la manifestazione, indetta ancora per il giorno successivo, in una rivolta che i bolscevichi intendono scongiurare, giudicandola del tutto prematura; a questo scopo vi aderiscono ufficialmente il giorno dopo con l'intenzione di controllarla, limitandone gli slogan alla richiesta della pace e del passaggio del potere ai soviet. Il 4 luglio si accesero sparatorie fra cosacchi e allievi ufficiali, fedeli al governo e soldati manifestanti, con decine di morti: i manifestanti sono dispersi, le sedi del partito e dei giornali bolscevichi chiuse, diversi dirigenti arrestati. Non Lenin che minacciato di morte, accusato di aver organizzato la sommossa e di essere una spia tedesca, si nascose vicino a Pietrogrado: dal 12 luglio, in una capanna di canne a Razliv, villaggio di pescatori presso il lago; dal 22 agosto, a Helsinki, in Finlandia, allora regione dell'Impero russo.

#### La Rivoluzione di ottobre

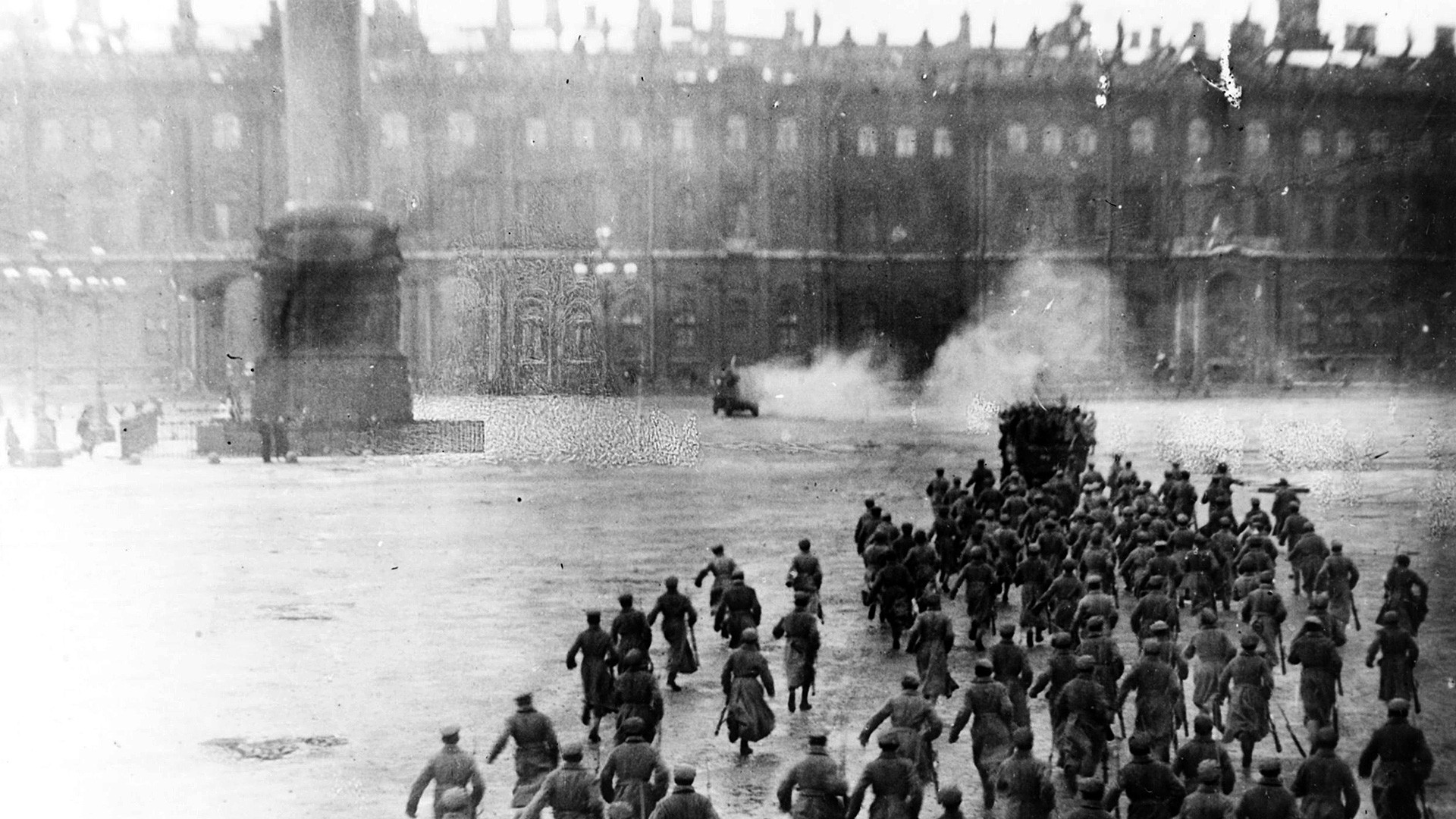
La presa del Palazzo d'Inverno durante la Rivoluzione russa del 1917 nella ricostruzione del film Ottobre di Sergej Michajlovič Ėjzenštejn

Il tentativo controrivoluzionario del generale Kornilov, che tentò di ripristinare il vecchio regime con la connivenza dei grandi industriali e del partito dei cadetti, per quanto sventato, compromise definitivamente la credibilità del governo provvisorio di Kerenskij a favore dei soviet e degli stessi bolscevichi, che avevano sempre appoggiato il passaggio del potere agli organismi popolari e risultavano ora il primo partito nei soviet di Pietrogrado e di Mosca. Tutti i dirigenti bolscevichi arrestati vennero rilasciati mentre Lenin, dalla clandestinità, fece pubblicare il 6 settembre l'articolo Sui compromessi, proponendo la formazione di un governo di menscevichi e socialisti rivoluzionari che goda della fiducia dei soviet e che abbia un programma democratico avanzato. La proposta viene accettata il 13 settembre dal Comitato centrale del partito e il 14 ottobre si apriva a Pietrogrado la conferenza democratica che avrebbe dovuto discutere della formazione di un nuovo governo e degli assetti istituzionali della Repubblica russa, ma non riuscì a prendere nessuna decisione; nel frattempo Lenin, attraverso due nuove lettere, I bolscevichi devono prendere il potere e Il marxismo e l'insurrezione, paventando che reazionari e moderati intendessero abbandonare la capitale nelle mani dei tedeschi per soffocare la rivoluzione e giudicando ormai mature le condizioni, proponeva improvvisamente ai compagni di partito di preparare segretamente e in tempi brevi l'insurrezione armata, rifiutando ogni compromesso, definito «cretinismo parlamentare», con la conferenza democratica. Il Comitato centrale bolscevico respinse tuttavia la sua proposta.
Lenin rientrò allora clandestinamente in treno a Pietrogrado il 9 ottobre: senza barba e senza baffi, con la parrucca, un cappello nero e una giacca col collare da prete, travestito da pastore luterano finlandese, si nascose in un appartamento del quartiere operaio. Nella riunione del Comitato centrale tenuta l'indomani, convinse dieci dei dodici presenti (in totale erano 21 i membri del Comitato) ad approvare il suo piano di insurrezione armata: tra i favorevoli all'iniziativa vi fu anche Trockij, presidente del Soviet e di lì a breve nominato capo del Comitato militare rivoluzionario dei bolscevichi. Una grave difficoltà venne creata il 18 ottobre con la pubblicazione sulla rivista Novaja Žizn' di una lettera inviata da Kamenev che, in disaccordo con la maggioranza, rese di dominio pubblico la preparazione dell'insurrezione; il dissidio tuttavia rientrò e il partito organizzò, per la prima volta nella sua storia, un politburo incaricato di sovrintendere all'insurrezione, mentre il soviet di Pietrogrado, a maggioranza bolscevica, costituì un Comitato militare rivoluzionario. All'alba del 25 ottobre 1917 le guardie rosse – milizie operaie bolsceviche – e i reggimenti della guarnigione della capitale, occupano i punti strategici della città e il Palazzo d'Inverno, sede del governo, arrestando alcuni ministri: altri, fra cui Kerenskij, riescono a fuggire. La «rivoluzione d'ottobre» ha vinto senza quasi incontrare resistenza.

#### La conquista del potere

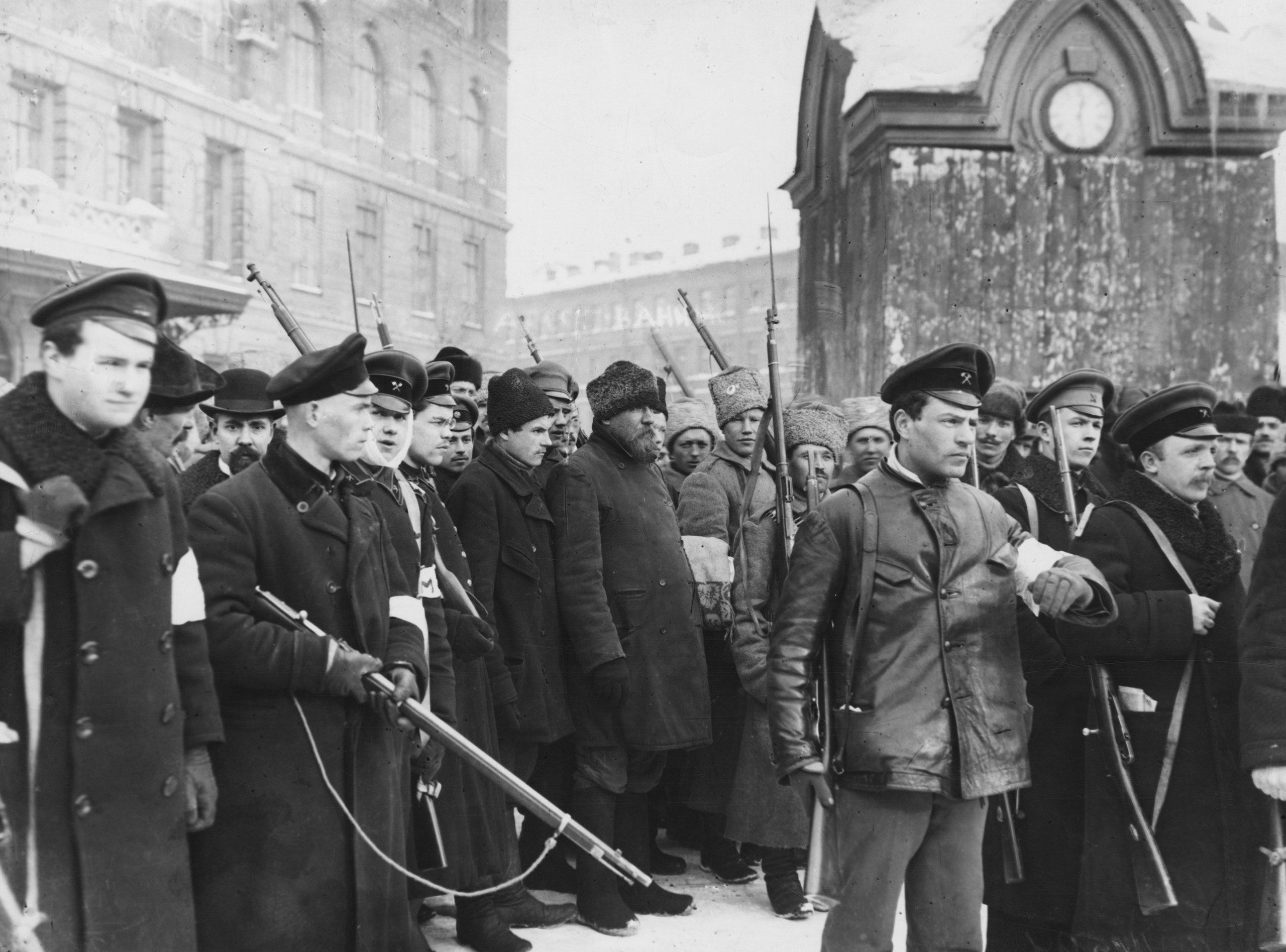
Un gruppo di soldati rivoluzionari

Il 26 ottobre il II Congresso panrusso dei soviet degli operai e dei soldati dichiarò decaduto il governo provvisorio di Kerenskij, approvò i decreti sulla pace e sulla terra: vennero confiscate senza indennizzo le terre dei proprietari fondiari e della Chiesa; ratificò la nomina del nuovo governo – il Consiglio dei commissari del popolo (o Sovnarkom) – a capo del quale è Lenin ed è costituito da soli bolscevichi – e nomina il Comitato esecutivo centrale panrusso (VCIK), organo facente funzione di parlamento, che è composto di centouno rappresentanti dei quali, per il ritiro dei socialisti rivoluzionari (SR) di destra e della maggioranza dei menscevichi dal Congresso dei soviet, sessantadue sono bolscevichi, ventinove SR di sinistra e dieci menscevichi internazionalisti; per attività controrivoluzionaria vengono soppressi dal Comitato militare rivoluzionario i quotidiani Birževye Vedomosti (Informazioni della borsa), Den (Il Giorno), giornale menscevico finanziato dalle banche, Novoe Vremja (Il tempo nuovo) e Russkaja Volja (La volontà russa), di estrema destra, Russkie vedomosti (Informazioni russe) e Reč' (Il discorso), organi dei cadetti.
Una volta superato il primo momento di sorpresa si organizzò la reazione: il 27 ottobre il generale Duchonin, nel suo quartier generale di Mogilëv, si nominò capo dell'esercito e prese contatto con Kerenskij il quale, con le truppe del generale Krasnov, marciò su Pietrogrado; il generale Kaledin controllava il Sud della Russia, dove costituì una "Repubblica dei cosacchi" mentre una parte dell'Ucraina si costituì in repubblica indipendente con capitale Kiev. A Mosca il colonnello Rjabcev, comandante del distretto militare, occupa il Cremlino uccidendo centinaia di soldati disarmati: la guerra civile è di fatto iniziata.

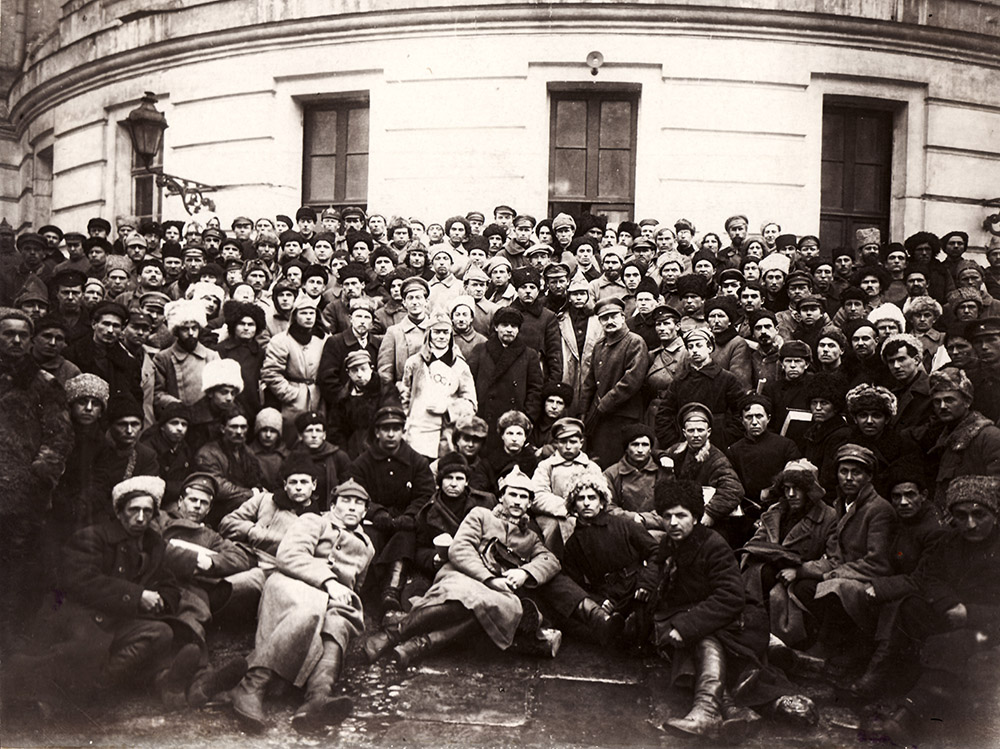
Lenin e Trotsky (al centro in piedi) in una foto scattata con alcuni soldati di Pietrogrado

Il generale Duchonin, destituito da Lenin, che pone al suo posto il sottotenente Krylenko, rifiutò di chiedere l'armistizio ai tedeschi e fece liberare i generali golpisti Kornilov, Denikin, Lukomskij e Romanovskij. Prima ancora che Krylenko e le sue truppe giungano a Mogilëv, Duchonin è arrestato e fucilato dai suoi stessi soldati. Intanto le truppe di Krasnov sono state battute e si sbandano: Kerenskij fugge, mentre il generale Krasnov, catturato e rilasciato sulla parola di non combattere più contro la rivoluzione, va nel bacino del Don dove riorganizza un nuovo esercito controrivoluzionario.
Mentre si costituiscono dal 28 ottobre milizie operaie alle dirette dipendenze del soviet, un decreto del 10 novembre stabilisce, per eliminare ogni formale distinzione di classe sociale, l'abrogazione di ogni privilegio, dei gradi civili, dei titoli nobiliari e onorifici e si affermò l'eguaglianza dei diritti fra uomini e donne.
Il 12 novembre si tennero le elezioni, che si svolsero a suffragio universale, per l'elezione dei membri dell'Assemblea costituente, avente lo scopo di redigere la nuova costituzione della Russia: su 707 seggi, i SR ne ottengono 410, il 58%, i bolscevichi 175, il 25%, i partiti nazionalisti 86, il 9%, i cadetti 17 e i menscevichi 16, il 4% ciascuno. Se per i bolscevichi le elezioni furono una sconfitta, in parte prevista, il clamoroso successo dei SR è in realtà solo apparente: già solo due giorni dopo, al Congresso panrusso dei soviet dei contadini, i SR si scindono in due frazioni, delle quali l'ala sinistra ottenne la maggioranza. Il VCIK venne allargato da 108 membri a 350 (poi ridotti a 200) divenendo il Comitato esecutivo centrale panrusso degli operai, dei soldati e dei contadini e tre esponenti della sinistra SR entrarono a far parte del governo.
Il 22 novembre furono aboliti i precedenti organismi giudiziari e tutte le leggi incompatibili con il nuovo regime; al loro posto si costituirono tribunali popolari locali, eletti dai soviet cittadini. Il 6 dicembre vennero requisite le grandi abitazioni, il 7 dicembre venne costituita la Čeka (Commissione straordinaria), diretta da Dzeržinskij, incaricata di condurre la lotta contro la controrivoluzione e il boicottaggio e il 27 dicembre vennero nazionalizzate le banche.

#### L'Assemblea costituente

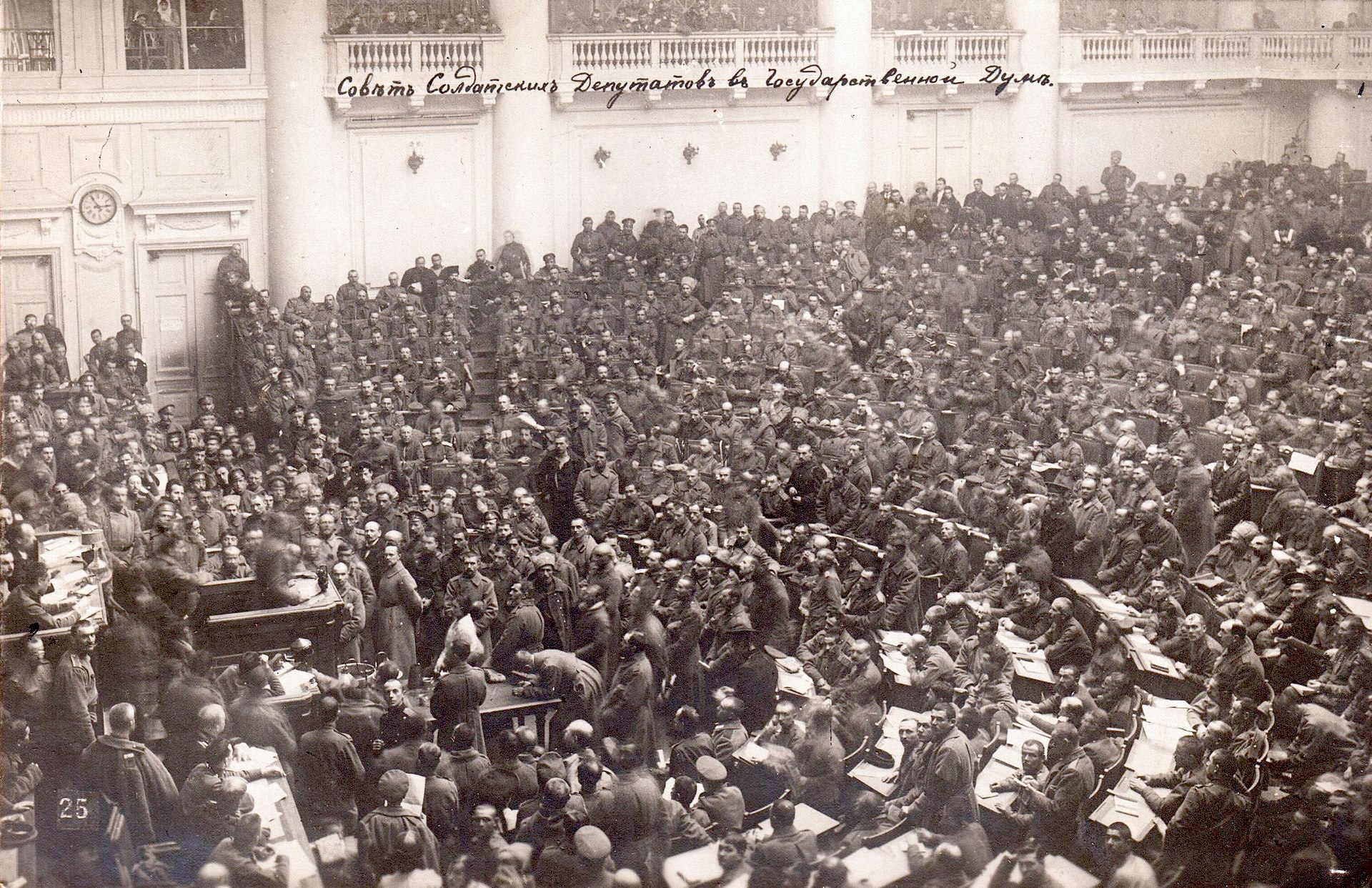
Assemblea dei soviet a Pietrogrado nel 1917

La convocazione dell'Assemblea costituente, così come si era costituita in base al risultato elettorale, avrebbe legittimato un'opposizione al regime dei soviet e del governo bolscevico e infatti tutti i partiti antibolscevichi richiesero l'apertura dei suoi lavori. Lenin affrontò il problema con le sue Tesi sull'Assemblea costituente, apparse sulla Pravda del 13 dicembre 1917. Se è vero che «in una repubblica borghese l'Assemblea costituente è la forma più alta di democrazia» è anche vero, secondo Lenin, che tutte le forze socialdemocratiche le avevano opposto la repubblica fondata sui soviet come «una forma di democrazia più elevata» e «l'unica forma capace di assicurare il passaggio al socialismo nel modo meno doloroso», pertanto richiedere la convocazione dell'Assemblea significava rifiutare il passaggio al socialismo, rimanendo «nell'ambito della democrazia borghese», proprio ora che la rivoluzione d'ottobre aveva «strappato il dominio politico dalle mani della borghesia per darlo al proletariato e ai contadini poveri». Secondo Lenin «la guerra civile, cominciata con l'insurrezione controrivoluzionaria dei cadetti e dei seguaci di Kaledin [...] ha inasprito la lotta di classe e ha eliminato ogni possibilità di risolvere, per una via formalmente democratica», i problemi della Russia.
Già dal febbraio 1917 la rivoluzione antizarista aveva vissuto il dualismo dei poteri del governo provvisorio borghese e del soviet socialista: ora il governo bolscevico era deciso a risolverlo. Il sovnarchom convocò l'Assemblea costituente per il 5 gennaio 1918, mentre il VCIK, convocando il III Congresso panrusso dei soviet per l'8 gennaio, preparò un progetto di Dichiarazione dei Diritti del Popolo Oppresso e Sfruttato, che l'Assemblea costituente avrebbe dovuto approvare, che all'articolo 1º del I paragrafo recitava: «La Russia è una repubblica di soviet dei deputati degli operai, dei soldati e dei contadini. Tutti i poteri, centrali e locali appartengono a questi soviet» e al IV paragrafo affermava che «L'Assemblea costituente, appoggiando il potere sovietico e i decreti del sovnarchom, ritiene di esaurire i propri compiti, stabilendo le basi fondamentali della trasformazione socialista della società».
L'Assemblea respinse a grande maggioranza la Dichiarazione e continuò i suoi lavori per tutta la notte finché, all'alba del 6 gennaio, la minoranza bolscevica e SR di sinistra abbandonarono la seduta. A quel punto il comandante della guardia, il marinaio Železnjakov, fece presente al presidente dell'Assemblea, Černov, che «la guardia è stanca» e l'Assemblea va chiusa. Così fu e la Costituente non si riunì più.
Il 20 gennaio 1918 il governo emise il decreto con il quale venne riconosciuta a tutti i cittadini la libertà di coscienza – in particolare la libertà di professare qualunque religione – e, avendo stabilito il principio della separazione fra Stato e Chiesa, si abrogano, oltre i privilegi di cui al decreto del 10 novembre, anche i sussidi statali di cui la Chiesa godeva. L'insegnamento della religione ortodossa, già obbligatorio nelle scuole statali, è abolito.

### Il trattato di pace
(Lenin commentando la firma del trattato di pace di Brest-Litovsk del 1918; citato in Antonio Pugliese, Alta marea, Editrice Sud, Napoli, 1955)

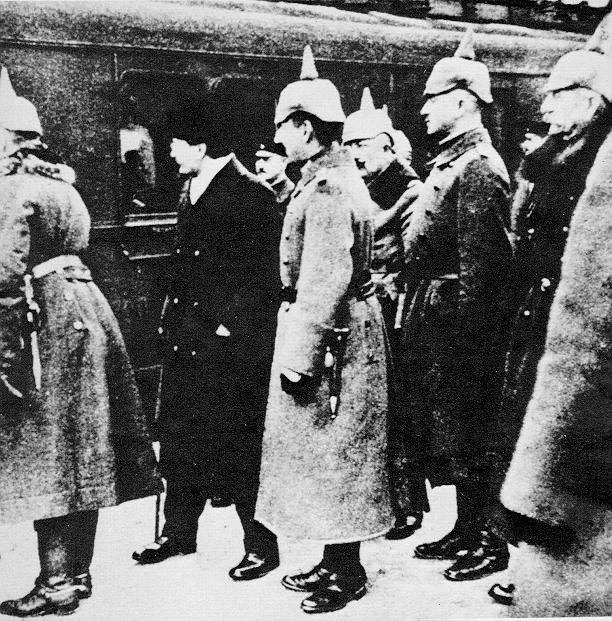
Delegazione bolscevica alla firma del trattato di pace

Dopo lunghi e duri contrasti in seno al partito nel quale Lenin, che chiedeva di raggiungere la pace al più presto, è posto più volte in minoranza, il 3 marzo il governo russo stipulò, con il trattato di Brest-Litovsk, la pace con gli Imperi centrali a condizioni durissime: la Russia dovette cedere la Polonia, la Lituania, la Lettonia, l'Estonia, la Finlandia, parte della Bielorussia, alcuni territori alla Turchia, riconoscere la Rada ucraina, pagare sei miliardi di marchi e smobilitare l'esercito e la marina. I SR di sinistra non solo lasciarono il governo, ma si avviarono a una politica di netta opposizione.
Il 14 giugno 1918 il VCIK espulse i menscevichi e i SR di destra e chiese ai soviet locali di fare altrettanto. Il 6 luglio l'ambasciatore tedesco a Mosca, Wilhelm von Mirbach-Harff, fu assassinato da due SR, membri della Čeka. La maggior parte dei delegati SR al V Congresso panrusso dei soviet, compresa la dirigente SR Marija Spiridonova, vennero arrestati e tredici SR, membri della Čeka, furono fucilati. La Spiridonova confessò di essere la mandante dell'omicidio, ma riconosciuta inferma di mente fu liberata qualche mese dopo.
Con l'aperto intervento straniero in appoggio alla rivolta zarista la posizione politica dei menscevichi e dei SR divenne delicata: essi non potevano sperare nulla da una vittoria dei "bianchi" né rimanere indifferenti di fronte all'invasione straniera. Il congresso menscevico tenuto a Mosca alla fine dell'ottobre 1918 riconobbe la «necessità storica» della rivoluzione d'ottobre, rifiutò ogni collaborazione con la controrivoluzione, promise di appoggiare le operazioni militari contro gli stranieri e chiese la fine della repressione poliziesca e del «terrore politico ed economico». Analogamente stabiliva il congresso SR tenuto a Pietrogrado nel febbraio 1919, cosicché il VCIK riammise, rispettivamente il 30 novembre 1918 e il 25 febbraio 1919 le due formazioni politiche. Ciò non toglie che la Čeka continuasse a rendere difficile, con arresti e perquisizioni, la vita dei dirigenti dei due partiti, Dan, Martov, Cernov, che infatti finirono per emigrare.

#### La Costituzione della Repubblica Socialista Federativa Sovietica Russa
Il 10 luglio 1918 entrò in vigore la nuova Costituzione: i primi due articoli stabiliscono che la Russia è «una repubblica di soviet dei deputati degli operai, dei soldati e dei contadini», ai quali appartengono i poteri centrali e locali, «istituita sulla base di una libera unione di nazioni libere, come federazione di repubbliche nazionali sovietiche». L'articolo 3 prevede che, proponendosi la soppressione di «ogni sfruttamento dell'uomo sull'uomo, l'annullamento completo della divisione della società in classi, lo sterminio completo degli sfruttatori» e l'edificazione del socialismo, «la proprietà privata della terra è abolita»; riafferma il «controllo operaio» sulle fabbriche «per assicurare il potere dei lavoratori sugli sfruttatori»; annulla tutti i prestiti contratti dal governo zarista, «primo colpo portato al capitale finanziario internazionale delle banche», che sono nazionalizzate; stabilisce il lavoro obbligatorio «per annientare le classi parassite della società»; decreta «l'armamento degli operai e dei contadini, la formazione dell'Armata rossa socialista degli operai e dei contadini e il disarmo completo delle classi possidenti».
L'articolo 65 stabilisce che non possono essere né elettori né eleggibili «a) le persone che impiegano salariati con lo scopo di aumentare il loro profitto; b) le persone che vivono di redditi non derivanti dal loro lavoro, come: rendite utili su fabbricati, profitti su immobili e così via; c) i commercianti privati e i mediatori di commercio; d) i frati, i cappellani di culto e delle chiese; e) gli impiegati e gli agenti della vecchia polizia, del corpo scelto dei gendarmi, delle sezioni della polizia segreta e i membri delle ex famiglie regnanti; f) gli alienati, i deboli di mente e le persone sotto tutela; g) i condannati per furto e delitti infamanti».

#### Il Terrore rosso
Nell'estate 1918 le truppe controrivoluzionarie cecoslovacche avanzarono rapidamente verso Ekaterinburg, dove il deposto Nicola II si trovava agli arresti con la sua famiglia. Il 16 luglio Sverdlov, secondo alcuni con il beneplacito di Lenin, ordinò al commissario Jurovskij l'eliminazione di Nicola II, della moglie Aleksandra Fëdorovna e dei figli Ol'ga, Tat'jana, Marija, Anastasija e Aleksej, unitamente a membri del loro seguito anch'essi detenuti. La notizia dell'esecuzione a Mosca venne data mentre Lenin ascoltava la discussione sui provvedimenti sanitari proposta dal commissario per la sanità Semaško; c'è "silenzio generale" fino a quando Lenin non propone di continuare la lettura della relazione. Il comunicato ufficiale diramato dall'Izvestija del 19 luglio proclamava l'avvenuta fucilazione dello zar, ma non menzionava la famiglia, che anzi dichiarava "trasferita in un luogo sicuro". La Chiesa ortodossa russa ha canonizzato nel 2000 Nicola II e la sua famiglia come martiri.
Se Lenin abbia ordinato o comunque approvato l'esecuzione della famiglia Romanov resta una questione storiografica tuttora dibattuta.
Ai primi di agosto lasciavano la Russia gli ambasciatori delle potenze dell'Intesa, che decisero di appoggiare direttamente la controrivoluzione: il 15 agosto 1918 truppe inglesi e statunitensi sbarcavano ad Arcangelo e a Murmansk mentre il 30, a Mosca, la socialista rivoluzionaria Fanja Kaplan, con due colpi di rivoltella, ferì gravemente Lenin e a Pietrogrado venne ucciso il dirigente della Čeka Uritskij. Il governo concesse alla Čeka un'autorità illimitata, autorizzando la fucilazione senza processo di oppositori politici e speculatori, l'arresto dei socialisti rivoluzionari di destra, la presa di ostaggi fra i borghesi e gli ufficiali: il 7 settembre vennero rese note 512 fucilazioni a Pietrogrado, un centinaio a Kronštadt, sessanta a Mosca, ottantasei a Perm' e quarantuno a Novgorod secondo le stime ufficiali. Lo studioso socialista Sergej Melgunov, vivente in Russia in quel periodo calcolò le vittime della rappresaglia in oltre 10 000 e la cattura di 4 000 ostaggi tra i familiari dei rivoltosi. Poco tempo dopo, Lenin firmò il decreto per l'istituzione del primo gulag (SLON) sulle Isole Soloveckie, in Carelia.
Il 25 ottobre il VCIK dichiarò che «vista la situazione, il terrore, come mezzo di sicurezza, si impone. È indispensabile, se si vuole salvare la repubblica sovietica contro i suoi nemici, isolare questi ultimi in campi di concentramento e fucilare tutti coloro che saranno sorpresi nelle organizzazioni, nei complotti e nelle sommosse delle guardie bianche». Anche nel campo avversario vi furono dichiarazioni simili, come quella del generale bianco Denisov, il quale afferma che «è necessario sterminare senza pietà le persone che fossero scoperte a collaborare con i bolscevichi».

#### Il comunismo di guerra

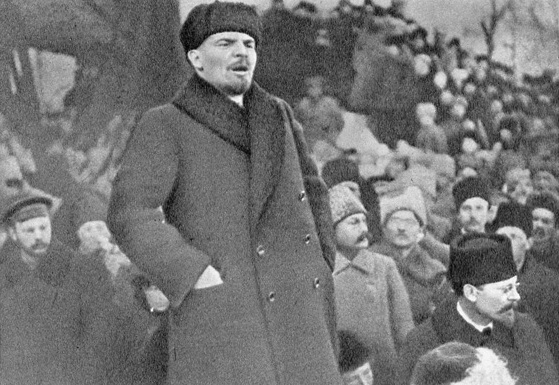
Lenin durante un discorso nel 1919

Nel corso del 1918 era scoppiata la guerra civile tra le "armate bianche" – che lottavano per la restaurazione dell'impero zarista (esse trovarono in alcune zone l'iniziale appoggio delle masse rurali contrarie alle requisizioni effettuate dal governo sovietico, ma poi lo persero per la volontà dei "bianchi" di restaurare sistematicamente nei territori conquistati tutti gli antichi privilegi della nobiltà e del clero) – e le "armate rosse" comuniste.
Le armate bianche erano finanziate e appoggiate militarmente dalle potenze dell'Intesa (Stati Uniti, Impero britannico, Francia, Impero giapponese e Regno d'Italia), contrarie alla nascita di uno Stato anticapitalista. Le armate rosse dovevano anche affrontare una guerra contro la Repubblica di Polonia per il possesso di ampie zone di confine (che si sarebbe poi conclusa col trattato di Riga del 1921) e le numerose sommosse anti-comuniste promosse da contadini, menscevichi e populisti.

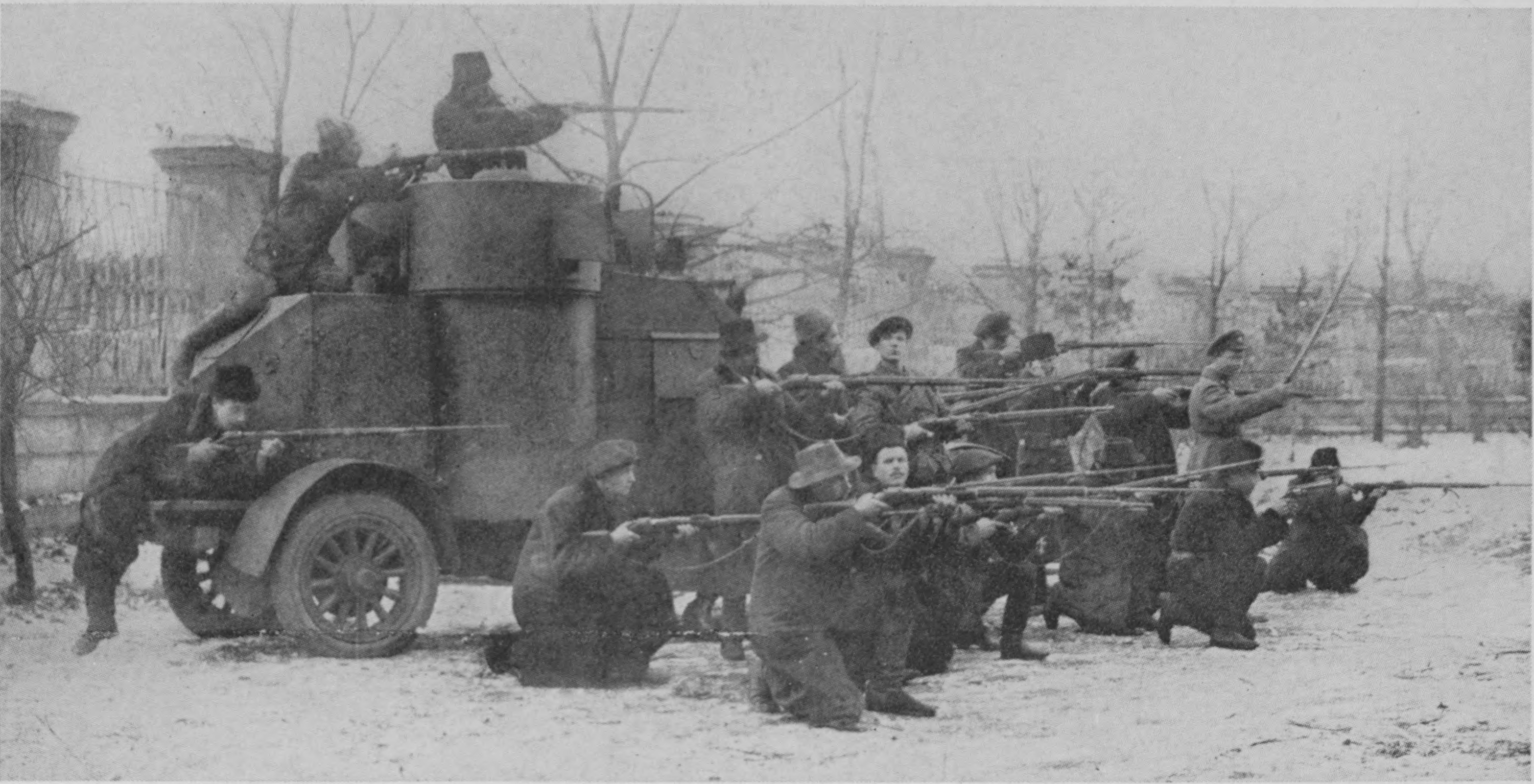
Truppe bolsceviche impegnate nella guerra civile

In conseguenza della situazione precaria Lenin (con l'appoggio degli altri dirigenti del partito bolscevico), al fine di poter vincere la guerra e poter quindi realizzare la rivoluzione socialista e l'eliminazione della "classe borghese", autorizzò la promulgazione e l'attuazione di una serie di provvedimenti (in vigore tra il 1918 e il 1921), che vanno complessivamente sotto il nome di "comunismo di guerra". Fra questi la cosiddetta decosacchizzazione, la deportazione e la fucilazione dei cosacchi della Russia meridionale che richiedevano l'autonomia amministrativa.
Vengono decisi il razionamento delle derrate alimentari e la requisizione forzata delle eccedenze cerealicole dei contadini (la popolazione rurale rispose con sollevazioni ai tentativi del governo di sequestrare le derrate agricole, le quali furono duramente represse, si calcola in 200 000 i contadini fucilati) il che, in comune con i danni causati dagli scontri della guerra civile e dalla prima guerra mondiale, causò carestie che provocarono (tra il 1918 e il 1922) la morte di un numero di persone stimato fra i due e i cinque milioni, soprattutto tra le più indigenti.
Il comunismo di guerra consistette principalmente nel controllo statale della produzione (per fini bellici) e della distribuzione di alimenti e prodotti (che dovevano essere razionati per le esigenze legate alla guerra).
La politica di razionamenti avrebbe determinato la crisi dell'economia di scambio basata sulla moneta a favore di una forma di economia basata sul baratto (il governo russo ovvierà a tale situazione a partire dal 1921). Per le esigenze legate alla produzione bellica venne vietato lo sciopero e fu attuata la militarizzazione del lavoro, con turni di lavoro forzato.
Per impedire la diffusione tra il popolo di idee controrivoluzionarie (comprese quelle socialiste e anarchiche) ritenute "pericolose" venne soppressa la libertà d'opinione, venne reintrodotta (essa era stata abrogata subito dopo la rivoluzione d'ottobre) la pena di morte (per il solo, ma vago reato di "controrivoluzione"), venne abolita la libertà di stampa (con conseguente ufficializzazione della censura, già praticata), si iniziò la persecuzione di tutti coloro che vennero considerati "non lavoratori" e amplissimi poteri vennero dati alla Čeka, la polizia politica che divenne il simbolo della repressione leniniana (il cosiddetto "terrore rosso", che determinò la morte o la detenzione di migliaia di civili; Lenin, basandosi sull'esperienza francese, considerava il terrore indispensabile per la realizzazione di una qualsiasi rivoluzione).

### La NEP
Col X Congresso del Partito Comunista nel marzo 1921 Lenin annunciò l'abbandono del "comunismo di guerra" e l'inizio la "Nuova politica economica" (NEP), come già preannunciato nel saggio L'estremismo, malattia infantile del comunismo, scritto nell'aprile 1920.
Egli rinunciò alla realizzazione immediata di un sistema economico pianificato (di cui era possibile ravvisare alcuni elementi come il GOELRO, ovvero la Commissione di Stato per l'elettrificazione della Russia istituita nel febbraio del 1920), già durante il periodo del "comunismo di guerra" e in quello immediatamente precedente, giudicando non pronta la popolazione: si ha la sostituzione delle requisizioni ai contadini con un'imposta in natura, la restaurazione della libertà di commercio e della proprietà privata delle piccole e medie imprese, l'abolizione del controllo operaio, la reintroduzione del cottimo e il ristabilimento dell'azione sindacale. La scelta di abbandonare il comunismo di guerra venne presa dopo una serie di ribellioni operaie e dopo l'ammutinamento della base navale di Kronštadt (tra il 1º e il 17 marzo 1921), i cui soldati erano stati determinanti nella presa di Pietrogrado durante la rivoluzione d'ottobre.

### Gli ultimi anni e la morte
Al X Congresso del partito venne decisa la lotta al "frazionismo" e si istituzionalizzò il divieto di creare correnti in seno al partito. In tale occasione il partito fu epurato di circa un terzo dei suoi membri e venne attribuita alla segreteria di partito il potere di scegliere i delegati al congresso dei soviet.
Nel 1921 si ebbe la reintroduzione nelle scuole dei sistemi educativi tradizionali, integrati con la propaganda di partito. Si ebbe inoltre la creazione di associazioni giovanili a carattere ideologico socialista: i "pionieri" (cui erano iscritti i bambini sino ai quindici anni) e la "Gioventù comunista" o Komsomol (cui erano iscritti i ragazzi al di sopra dei quindici anni), che selezionava i candidati al partito (nella fase iniziale queste organizzazioni non erano di massa).

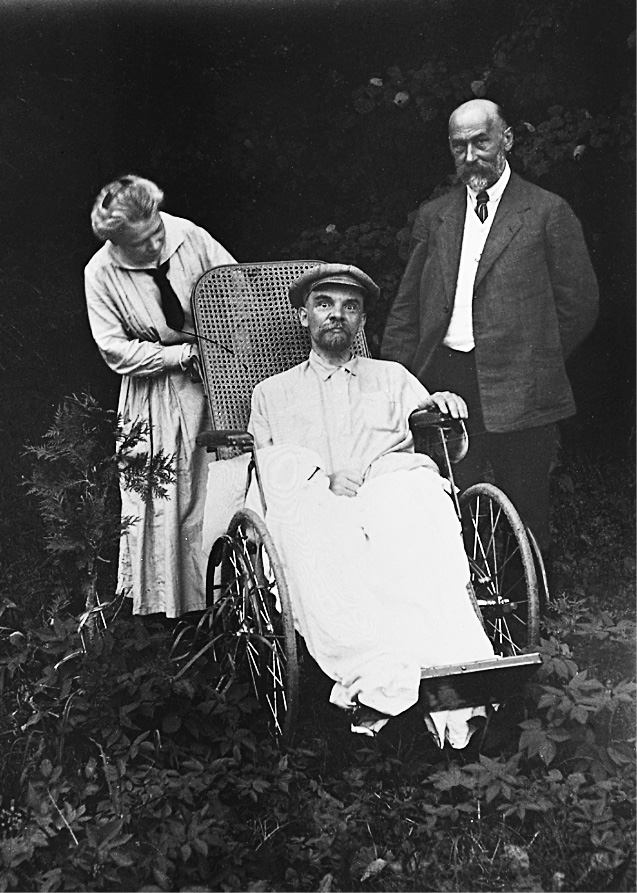
L'ultima foto di Lenin in vita, scattata nel maggio 1923

Il 6 febbraio 1922 la Čeka fu sciolta e sostituita dalla GPU, una nuova polizia politica che nacque ufficialmente per ripristinare la "legalità rivoluzionaria" e per porre fine alle procedure extragiudiziarie.
(Lenin, 16 ottobre)
Nel marzo venne decisa la requisizione degli oggetti di culto preziosi appartenenti al clero, ufficialmente allo scopo di rimediare agli effetti della carestia che si era verificata durante la guerra. Si ebbero circa un migliaio di episodi di "resistenza", a seguito dei quali i tribunali rivoluzionari sentenziarono la pena di morte a ventotto vescovi e 1 215 preti e la pena detentiva a circa cento vescovi e diecimila preti. In dicembre venne organizzata una campagna pubblica per irridere il Natale; simili manifestazioni si ebbero anche l'anno seguente in occasione della Pasqua e della festa ebraica del Yom Kippur. Nel medesimo anno fu creata la carica di segretario generale del partito (che venne ricoperta da Stalin). Il 30 dicembre la Russia si trasformò in Unione Sovietica (il Partito Comunista Russo divenne Partito Comunista dell'Unione Sovietica).
Lenin spese gli ultimi anni della propria vita, una volta conclusa la guerra e resosi conto delle proprie precarie condizioni di salute, principalmente nel cercare di designare il suo "successore" alla guida del partito. Venne colpito il 25 maggio 1922 da un ictus che comportò una parziale paralisi del lato destro del corpo, tanto che fu costretto a imparare a scrivere con la sinistra; solo il 2 ottobre cominciò a tornare all'attività, ma il 16 dicembre subì un secondo attacco. Il 23 dicembre riprese forze e lucidità, ma le sue condizioni si aggravarono progressivamente. Dal 6 marzo 1923 non fu più in grado di comunicare, fino alla completa paralisi e alla morte avvenuta il 21 gennaio 1924.
Data la giovane età di Lenin (53 anni) si sono diffuse nel tempo diverse teorie riguardanti la sua morte: vi fu e vi è chi sostiene che la causa della prematura scomparsa sia da rintracciare in una forma di sifilide. A seguito di un'autopsia compiuta sul cadavere poco tempo dopo il decesso per conto del governo russo, la causa ufficiale della morte venne identificata in un'aterosclerosi cerebrale. Tuttavia solo otto dei ventisette medici curanti concordarono che l'aterosclerosi fosse la vera causa della morte e perciò solo costoro firmarono il referto autoptico. Già all'epoca furono ipotizzate diverse cause: ipertensione grave di origine genetico-familiare (ipercolesterolemia severa) aggravata dallo stress psicofisico, forte depressione, endoarterite sifilitica seguita da trattamento dannoso con arsenico e mercurio, avvelenamento da piombo causato dai due proiettili dell'attentato del 1918, rimossi solo nel 1922; nessuna di esse fu mai confermata, così come un eventuale avvelenamento onde accelerarne la morte da parte di Stalin.

### Il "testamento" di Lenin
(Lenin)

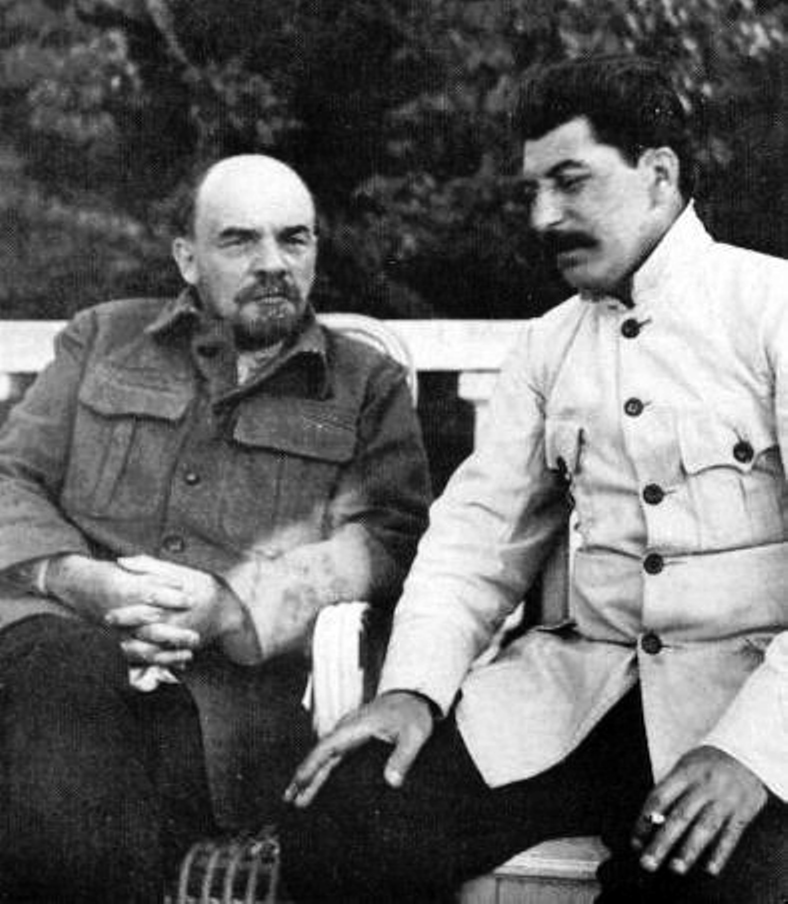
Lenin e Stalin nel 1922 a Gorki

La lettera al Congresso, meglio conosciuta come "testamento", è un insieme di documenti dettati da Lenin a sua moglie e alla sua stenografa Mar'ja Volodičeva tra il dicembre del 1922 e il gennaio del 1923, durante il suo soggiorno nella casa di cura di Gor'kij. Nella prima parte della lettera Lenin avanzò la necessità di aumentare l'effettivo del Comitato centrale facendovi entrare operai e contadini (cinquanta-cento membri) e delineò i ritratti dei maggiori esponenti del partito candidati alla sua successione. Nella seconda parte del testo Lenin propose esplicitamente al Congresso la rimozione di Stalin (giudicato "troppo grossolano") dalla carica di segretario generale del partito. Egli riteneva indispensabile rendere noto il contenuto dopo la sua morte, ma il XIII Congresso del PCUS decise all'unanimità di non rendere il testamento di dominio pubblico. Soltanto nel 1956, durante il XX Congresso del PCUS, Nikita Chruščëv svelò l'esistenza di questo documento che successivamente fu pubblicato integralmente da alcune Organizzazioni Comuniste Internazionaliste.
La rottura con Stalin però si percepì anche prima della stesura del testamento. Durante la malattia di Lenin infatti Stalin costrinse i medici a imporre misure molto restrittive al malato, impedendogli di fatto qualsiasi attività: addirittura non poteva ricevere documenti o notizie dai suoi assistiti, né scrivere sotto dettatura. Il 21 dicembre 1922 Lenin dettò alla moglie una breve lettera per Trotsky, ma quando Stalin ne fu informato reagì con brutalità, rimproverando e aggredendo verbalmente la Krupskaja. Quando Lenin fu informato dell'accaduto il 5 marzo 1923, dopo averlo definito "insolente", minacciò Stalin di interrompere qualsiasi rapporto con lui se non avesse chiesto scusa a sua moglie.

### Il culto della salma

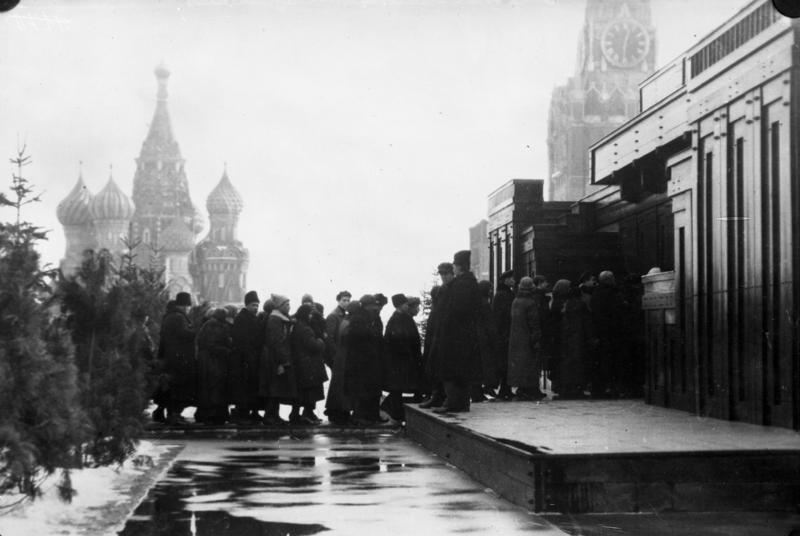
Il Mausoleo di Lenin nel marzo del 1925

Subito dopo la morte, il 23 gennaio, la salma di Lenin fu trasferita da Gorki a Mosca, dove fu esposta in pubblico all'interno della monumentale Sala delle colonne, affinché la gente potesse rendere l'ultimo omaggio al capo della rivoluzione. Il 26 gennaio fu celebrata una cerimonia nel grande teatro di Mosca: all'uscita, mentre il feretro percorreva la piazza Rossa, l'enorme folla accorsa intonò L'Internazionale. In tutta la Russia le attività cessarono, la città natale di Lenin, Simbirsk, fu chiamata in sua memoria Ul'janovsk, e Pietrogrado (l'antica Pietroburgo) prese il nome di Leningrado.
Stalin e soprattutto Feliks Dzeržinskij, capo della Čeka, vollero fare del corpo di Lenin un simbolo da esporre e da venerare in un apposito Mausoleo ai piedi delle mura del Cremlino, nonostante egli avesse espressamente dichiarato di voler essere seppellito accanto ai suoi compagni. All'inizio si pensò di congelare il corpo, ma il rapido deteriorarsi nell'attesa che venisse costruita un'apposita camera refrigerata ne rese necessaria l'imbalsamazione. Neppure i ripetuti appelli della vedova di rispettare le ultime volontà del marito servirono a far cambiare idea a Stalin.
L'anatomista ucraino Vladimir Vorob'ëv e il dottor Boris Zbarskij, a capo di un gruppo di medici, utilizzarono una tecnica che non è stata ancora completamente svelata. Da più di ottant'anni la salma viene fatta oggetto di trattamenti periodici e attenzioni costanti affinché conservi sempre un aspetto "da vivente". Oltre a essere ispezionata settimanalmente per rivelare eventuali tracce di muffa o fenomeni degenerativi, ogni anno e mezzo viene immersa per trenta giorni in un bagno di glicerolo e acetato di potassio.

## Pensiero e opere di Lenin

### Materialismo ed empiriocriticismo
Nel 1909 Lenin pubblicò Materialismo ed empiriocriticismo, in polemica con il compagno di partito Aleksandr Bogdanov, uno dei fondatori del bolscevismo e dirigente della corrente di sinistra (con un ruolo preminente nel 1905), il quale sosteneva che l'unica realtà è costituita dall'esperienza e che il marxismo vada aggiornato sulla base delle conclusioni degli scienziati positivisti (Bogdanov stesso era uno scienziato). La posizione filosofica di Bogdanov venne valutata da Lenin una variante dell'empiriocriticismo di Richard Avenarius e di Ernst Mach, sebbene Bogdanov proponesse una visione parzialmente diversa, basata sull'unificazione delle esperienze psichiche e fisiche, da lui denominata empiriomonismo.

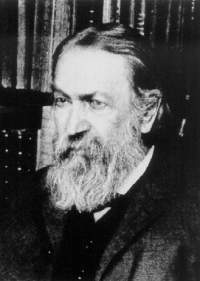
Ernst Mach

Restando sul solco di Plechanov Lenin afferma che «l'unica proprietà della materia [...] è la proprietà di essere una realtà obiettiva, di esistere fuori della nostra coscienza [...]. Le nostre sensazioni, la nostra coscienza, sono solo l'immagine del mondo esterno». Pertanto secondo Lenin, seguendo Engels, la realtà non è, come sostengono gli empiriocriticisti, «una forma organizzatrice dell'esperienza», ma è il modo di essere dell'oggetto a cui il pensiero umano si avvicina secondo una dialettica fra verità assoluta e relativa: il soggetto è il cervello umano, «materia organizzata in un certo modo», che segue le stesse leggi della materia.
Lenin sostenne questa polemica senza avere potuto conoscere tutta l'elaborazione filosofica di Marx, pubblicata dopo la sua morte. Più tardi avrebbe tentato una rifondazione teorica dei presupposti filosofici marxisti nel breve articolo Tre fonti e tre parti integranti del marxismo, dove ripeté la spiegazione di Engels secondo cui il marxismo è il prodotto originale del confluire di tre grandi filoni di pensiero rappresentativi dei «punti più elevati» raggiunti dal pensiero europeo nel secolo precedente: il socialismo francese, la filosofia tedesca e l'economia inglese.
Non tutti i seguaci della politica leninista hanno condiviso tutte le riflessioni filosofiche di Lenin, in particolare la teoria del «riflesso». Il problema è il ruolo della prassi, concetto centrale nel pensiero filosofico di Marx. Se la verità è l'adeguamento del soggetto conoscente all'oggetto esistente di per sé, si contraddice forse la centralità del ruolo della prassi enunciata da Marx nelle sue Tesi su Feuerbach. Se la prassi – l'attività del soggetto sull'oggetto – è la mediazione fra conoscente e conosciuto, è il mezzo stesso del conoscere, essa diviene in Lenin una mera derivazione del riflesso.

### L'imperialismo
Dal 1912 al 1916 studiò il fenomeno dell'imperialismo. Già nel 1909 il socialdemocratico austriaco Rudolf Hilferding nel suo Il capitale finanziario, aveva individuato nella formazione del capitale finanziario - fusione di capitale bancario e industriale – la premessa delle politiche imperialistiche. Lenin gli rimproverava di trascurare la divisione del mercato mondiale operata dai trust internazionali e la formazione di una classe parassitaria di possessori di reddito azionario: «Il capitalismo ha la proprietà di staccare il possesso del capitale dal suo impiego nella produzione, il capitale liquido dal capitale industriale e produttivo, di separare il rentier, che vive soltanto del profitto tratto dal capitale liquido, dall'imprenditore [...] l'imperialismo, cioè l'egemonia del capitale finanziario, è lo stadio supremo del capitalismo in cui tale separazione assume le maggiori dimensioni».
Ne sono conseguenze i diversi fenomeni speculativi, finanziari, di borsa, dei terreni, immobiliari. Se la forma dominante del capitale non è più quella industriale, ma è quella finanziaria, se «per il vecchio capitalismo, sotto il pieno dominio della libera concorrenza, era caratteristica l'esportazione di merci, per il nuovo capitalismo, sotto il dominio dei monopoli, è caratteristica l'esportazione del capitale [...] la necessità dell'esportazione di capitale è determinata dal fatto che in alcuni paesi il capitalismo è diventato più che maturo e al capitale [...] non rimane più un campo di investimento redditizio».
In questa fase, secondo la visione leniniana, si mostrò più palesemente il carattere antisociale e l'irrazionalità del capitalismo e la conflittualità che esso provocava fra la sua necessità di profitto e i bisogni sociali della popolazione. Si può riassumere la definizione leniniana di imperialismo come «capitalismo giunto alla fase dello sviluppo in cui si è formato il dominio dei monopoli e del capitale finanziario, ha acquisito grande importanza l'esportazione dei capitali, è iniziata la divisione del mondo fra i trust internazionali e i maggiori paesi capitalistici si sono divisi l'intera superficie terrestre».

### Stato e rivoluzione
Seguendo Marx ed Engels sostenne che lo Stato – qualunque Stato – è l'organo con il quale la classe dominante esercita il suo potere: «La dittatura di una sola classe è necessaria non solo per ogni società classista in generale, non solo per il proletariato dopo aver abbattuto la borghesia, ma per l'intero periodo storico che separa il capitalismo dalla "società senza classi", dal comunismo. Le forme degli Stati borghesi sono straordinariamente varie, ma la loro sostanza è unica: tutti questi Stati sono [...] una dittatura della borghesia. Il passaggio dal capitalismo al comunismo non può naturalmente non produrre un'enorme abbondanza e varietà di forme politiche, ma la sostanza sarà inevitabilmente una sola: la dittatura del proletariato».
Come una democrazia borghese restava, secondo Lenin, una forma di dittatura esercitata con i mezzi dello Stato, così anche una democrazia socialista sarebbe stata una dittatura del proletariato: «la democrazia non si identifica con la sottomissione della minoranza alla maggioranza. La democrazia è uno Stato che riconosce la sottomissione della minoranza alla maggioranza, cioè l'organizzazione sistematica della violenza esercitata da una classe contro un'altra, da una parte della popolazione contro l'altra».
A differenza della società borghese, che considerava lo Stato una necessità permanente per la sua esistenza, nella società socialista lo Stato è destinato a estinguersi e dovrebbe essere organizzato in modo che cominci a estinguersi: «Noi ci assegniamo come scopo finale la soppressione dello Stato, cioè di ogni forma organizzata e sistematica di ogni violenza esercitata contro gli uomini in generale. Noi non auspichiamo l'avvento di un ordinamento sociale in cui non venga osservato il principio della sottomissione della minoranza alla maggioranza. Ma, aspirando al socialismo, abbiamo la convinzione che esso si trasformerà in comunismo, e che scomparirà quindi ogni necessità di ricorrere in generale alla violenza contro gli uomini [...] perché gli uomini si abitueranno a osservare le condizioni elementari della convivenza sociale, senza violenza e senza sottomissione».

### Risposta alle critiche socialdemocratiche
Alle critiche, di origine socialdemocratica, che consideravano la Russia immatura per il socialismo, nel 1923 Lenin avrebbe risposto così: 
La Russia non ha raggiunto il livello di sviluppo delle forze produttive sulla base del quale è possibile il socialismo. Tutti gli eroi della II Internazionale... presentano questa tesi come oro colato... la considerano decisiva per l'apprezzamento della nostra rivoluzione.
Ma che cosa fare se l'originalità della situazione ha innanzi tutto condotto la Russia nella guerra imperialista mondiale, nella quale erano coinvolti tutti i Paesi dell'Europa occidentale che avevano una qualche influenza, ha creato per il suo sviluppo... condizioni in cui noi potevamo attuare precisamente quella unione della guerra dei contadini con il movimento operaio, di cui parlava, come di una prospettiva possibile, un marxista come Marx, nel 1856, a proposito della Prussia?
Che fare se la situazione, assolutamente senza vie d'uscita, decuplicava le forze degli operai e dei contadini e ci apriva più vaste possibilità di creare le premesse fondamentali della civiltà, su una via diversa da quella percorsa da tutti gli altri Stati dell'Europa occidentale? Forse che per questo la linea generale dello sviluppo della storia mondiale si è modificata? Si sono forse perciò cambiati i rapporti fondamentali tra le classi principali di ogni Stato...?
Se per creare il socialismo occorre un certo grado di cultura (quantunque nessuno possa dire quale sia di preciso questo certo grado di cultura, dato che esso è diverso in ogni Stato dell'Europa occidentale), perché non dovremmo allora cominciare con la conquista, per via rivoluzionaria, delle premesse necessarie per questo certo grado, in modo da potere in seguito – sulla base del potere operaio e contadino e del regime sovietico – metterci in marcia per raggiungere gli altri popoli?...»

## Opere di Lenin
- Opere, 45 voll., Roma, Rinascita-Editori Riuniti, 1955-1970.
- Opere, 45 voll., Milano, Lotta Comunista, 2002.

### Scritti principali
- 1893. Nuovi spostamenti economici nella vita contadina
- 1894. Che cosa sono gli "amici del popolo" e come lottano contro i socialdemocratici
- 1894. A proposito della cosiddetta questione dei mercati
- 1895. Il contenuto economico del populismo e la sua critica nel libro del signor Struve
- 1897. Caratteristiche del romanticismo economico
- 1899. Lo sviluppo del capitalismo in Russia
- 1899. Protesta dei socialdemocratici russi
- 1902. Che fare?
- 1903. Un passo avanti e due indietro
- 1905. Giornate rivoluzionarie
- 1905. Due tattiche della socialdemocrazia nella rivoluzione democratica
- 1908. Marxismo e revisionismo
- 1909. Progetto di risoluzione sul momento attuale e sui compiti del Partito
- 1909. L'atteggiamento del partito operaio verso la religione
- 1909. Materialismo ed empiriocriticismo
- 1911. In memoria della Comune
- 1913, I destini storici della dottrina di Karl Marx
- 1913. Tre fonti e tre parti integranti del marxismo
- 1913. Gli armamenti e il capitalismo
- 1914. La guerra europea e il socialismo internazionale
- 1914. Sul diritto di autodecisione delle nazioni
- 1914. La situazione e i compiti dell'Internazionale Socialista
- 1914. La guerra e la socialdemocrazia russa
- 1915. La conferenza delle sezioni estere del Partito operaio socialdemocratico russo
- 1915. Il socialismo e la guerra
- 1916. L'Imperialismo, fase suprema del capitalismo
- 1917. Lettere da lontano
- 1895-1917. Quaderni filosofici
- 1917. Sui compiti del proletariato nella rivoluzione attuale
- 1917. Stato e rivoluzione
- 1918. Discorso sull'educazione al primo congresso di tutta la Russia
- 1918. La rivoluzione proletaria e il rinnegato Kautsky
- 1919. La III Internazionale e il suo posto nella storia
- 1919. Economia e politica nell'epoca della dittatura del proletariato
- 1920. L'estremismo, malattia infantile del comunismo
- 1921. Nuova politica economica e compiti dell'illuminazione politica
- 1922. Lettera al partito
- 1923. Sulla cooperazione
- 1923. Sulla nostra rivoluzione